# Liste der Baudenkmäler in Schwabach
Auf dieser Seite sind die Baudenkmäler in der mittelfränkischen kreisfreien Stadt Schwabach zusammengestellt. Diese Tabelle ist eine Teilliste der Liste der Baudenkmäler in Bayern. Grundlage ist die Bayerische Denkmalliste, die auf Basis des Bayerischen Denkmalschutzgesetzes vom 1. Oktober 1973 erstmals erstellt wurde und seither durch das Bayerische Landesamt für Denkmalpflege geführt wird. Die folgenden Angaben ersetzen nicht die rechtsverbindliche Auskunft der Denkmalschutzbehörde.

## Ensembles

### Ensemble Altstadt

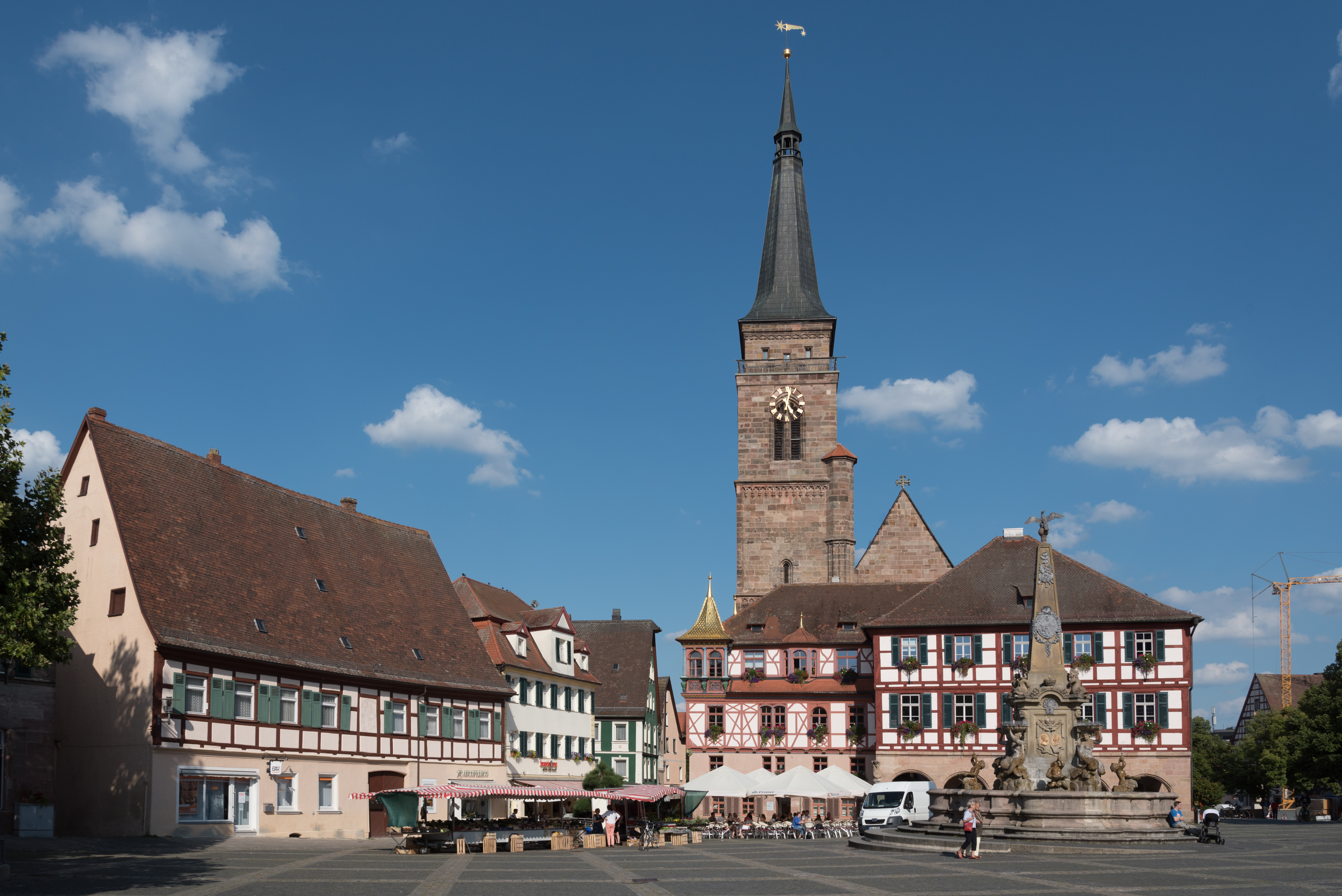
Der Königsplatz mit Schönem Brunnen, Rathaus und Stadtkirche

Das Ensemble umfasst die Altstadt innerhalb der ehemaligen Stadtbefestigungsmauern. Schwabach hat hier seinen historischen Grundriss und sein spezifisches historisches Stadtbild weitgehend bewahrt. Tragende Achse des Stadtorganismus ist die von West nach Ost in offenem Lauf durch die Mitte der etwa kreisrunden Altstadt fließende Schwabach, die jahrhundertelang gewerblich genutzt wurde; in vielen Straßenbildern und Häuserfolgen, zuweilen auch nur in Gruppen von Neben- und Rückgebäuden, ist der Charakter als ehem. Gewerbezentrum erkennbar geblieben.
Südwärts und nordwärts steigen von der tiefer liegenden Schwabachflussrinne her die beiden Stadthälften an, jede von ihnen durch eine Längsachse parallel zur Flussrichtung geprägt. Die südliche Achse nimmt bei dem ehemaligen karolingischen Königshof (entstanden um 740) im Bereich des früheren Mönchstores (heute Ludwigstraße) ihren Ausgang. Dem Hof, der Keimzelle der Siedlung, die 1166 an das Kloster Ebrach und 1281 an König Rudolf von Habsburg kam, ordnete sich um 1190 weiter westlich die erste Pfarrkirche zu. Sie war den Schutzheiligen Johann Baptist und Martin geweiht. Um 1300, kurz bevor Schwabach als Markt genannt wird, ist westlich vor der Kirche, die sich herausbildende Ost-West-Achse verlängernd, der 75 × 55 m große Marktplatz angelegt worden, ein Gründungsplatz des Stadtherrn. Als Königs- bzw., nach Süden abgewinkelt, als Zöllnertorstraße läuft diese Achse bis zum Stadtausgang im Südwesten beim ehemaligen Zöllnertor. Sie verlieh der Stadthälfte rechts der Schwabach Vorrang vor der linken. Beide Stadthälften sind durch drei alte Brückenübergänge verbunden. Die Friedrichstraße und ihre Verlängerungen – westlich Hördlertorstraße und östlich Neutorstraße – bilden die Achse im Nordteil der Stadt und stellen seit dem Durchbruch des Neutors 1872/73 die Verbindung zwischen den beiden ehemaligen Stadttoren her. Die Nürnberger Straße schneidet diese Ost-West-Achse senkrecht als die Hauptverbindung zwischen Marktplatz und dem nördlichen Stadtausgang beim ehem. Nürnberger Tor. Zwischen 1410 und etwa 1530 füllten sich die Leerräume links und rechts der Nürnberger Straße mit dichter Bebauung; westlich mit der ehem. Bindergasse, jetzt Glockengießergasse, als Handwerkerquartier, östlich mit der Synagogengasse als dem einstigen Zentrum der jüdischen Gemeinde. Am Pinzenberg macht die ganz anders strukturierte Gassenführung eine ehem. Dorfsiedlung am Nordhang anschaulich, die damals in die Stadt und ihren Mauerring einbezogen wurde. Sie stellte eine Verbindung zwischen Nürnberger- und Hördlertor her. Der direkte Übergang vom Königshof über die Schwabach ist am ehemals „Kappenzipfel“ genannten Kappadocia zu suchen. Der mittelalterliche Ausbau Schwabachs, das 1364 an die Burggrafen von Nürnberg, die späteren Markgrafen von Brandenburg/Ansbach kam, zeigt sich vor allem in dem monumentalen, das Stadtbild beherrschenden Bau der Stadtpfarrkirche in der ersten Hälfte des 15. Jh., zu dem sich die Bürgerschaft und Markgraf Albrecht Achilles zusammenfanden. Das ab 1528 vor ihrer Westseite errichtete Rathaus schirmt sie vom Marktverkehr ab, doch bekrönt ihr Turm als Stadtturm den Hauptplatz der Stadt, den heutigen Königsplatz. Der seit 1528 nicht mehr belegte Friedhof an der Südseite der Kirche bestand bis 1849. Seine Lage ist noch an der Ausdehnung des Martin-Luther-Platzes erkennbar. Der Platz ist bis heute von Bebauung freigehalten. Der Stadtteil rechts der Schwabach weist eine große Zahl repräsentativer Regierungsbezirk Mittelfranken Schwabach (Stadt) Schwabach Bürgerhäuser auf. Ihre tiefen, an die südliche Mauer grenzenden Grundstücke besitzen oft Binnenhöfe mit Gärten, langgestreckten Nebengebäuden und mächtigen Speicherbauten. Dagegen ist die nördliche Stadthälfte weitgehend durch kleinere Handwerkeranwesen geprägt. Als besondere Bereiche der Altstadt stellen sich die Boxlohe und die Wöhrwiese dar. Die Boxlohe war das Viertel der ab 1680 in die protestantische Stadt eingewanderten Hugenotten. Nördlich davon befindet sich die Wöhrwiese, einst „Wehrwiese“, deren Ausformung noch heute den Einlauf der Schwabach in den ehem. Stadtteich innerhalb der Mauern erkennen lässt.
Der reiche Bestand an Bürgerhäusern der Stadt entstammt zumeist der Zeit des Wiederaufbaues nach den großen Zerstörungen im Dreißigjährigen Krieg; die Gestaltungen des 17./18. Jh. überlagern in der Regel die ältere Bausubstanz. Vorherrschend ist das fränkische Steilgiebelhaus, meist in Fachwerkbauweise. Beispiele des Einwirkens der Ansbacher Bauadministration im 18. Jh. sind die massiven, meist dreigeschossigen Walm- und Mansarddachbauten, fast immer mit Zwerchhaus oder -giebel, unter denen die viergeschossige „Fürstenherberge“ am Königsplatz an bevorzugter Situation die landesherrliche Repräsentanz in der Stadt manifestiert. Auch viele der spätmittelalterlichen Satteldachhäuser wurden in dieser Zeit mit Zwerchgiebeln und Zwerchhäusern bereichert, ihre Fassaden barockisiert.
Die mittelalterliche starke Befestigung der Stadt, deren ehem. Verlauf sich mit der Umgrenzung des Ensembles deckt, ist durch Abbruch in den Jahren 1873/93 verloren gegangen. Aber noch dokumentieren Reste von zwei der ehemals vier Toranlagen sowie einige Mauerreste und die beiden engen, zuweilen schluchtartigen Mauerstraßen mit den Fluchten ihrer Bebauungen und Gartenmauern des 18. Jh. die Ausdehnung der einstigen Wehranlage.
Aktennummer: E-5-65-000-1.

### Ensemble Südliche Ringstraße
Die Südliche Ringstraße folgt zwischen dem Stadtausgang Zöllnertor nach Osten weit über die Rathausgasse hinweg dem südlichen Mauerabschnitt und wurde seit 1890 mit der Absicht planmäßiger Stadterweiterung angelegt und nach dem Vorbild großstädtischer Ringstraßen repräsentativ bebaut. Die großzügig lockere Bebauung öffnet sich mit gründerzeitlichen Vorstadtvillen, teils mit zugehörigen Fabrikationsgebäuden, mit Wohnhäusern und Schulen gegen Gärten und Park. Der breite Straßenzug und besonders der Schillerplatz wurden bewusst als ein neues Zentrum neben die erhaltene mittelalterliche Altstadt gesetzt. Aktennummer: E-5-65-000-2.

### Ensemble Wittelsbacherstraße
Die breite Wittelsbacher Straße wird beidseitig von einer an das ehem. Zucht- und Arbeitshaus anschließenden barocken Bebauung gesäumt. Die traufseitigen Wohnhäuser mit Zwerchgiebeln sind 1737/38 errichtet worden und stellen in ihrer Strenge Musterbeispiele des Ansbacher Barock dar. Die Straße selbst zeigt eine von Johann Wilhelm von Zocha einheitlich geplante, zum Teil realisierte Stadterweiterung des 18. Jh. mit meist zweigeschossigen Sandsteinbauten. Aktennummer: E-5-65-000-3.

## Stadtbefestigung
An Süd- und Westseite in Teilen, an Nord- und Ostseite in Resten erhaltene Stadtmauer, Sandsteinquaderbau, z. T. mit Wehrgang, ursprünglich mit vier Stadttoren (nicht erhalten) und zahlreichen Befestigungstürmen (vier erhalten) versehene Anlage, seit 1365 errichtet, Stadttore und große Teile der Stadtmauer und Mauertürme um 1870/80 abgetragen.

| Lage                                | Objekt                                                                             | Beschreibung | Akten-Nr.    | Bild           |
| ----------------------------------- | ---------------------------------------------------------------------------------- | --- | ------------ | -------------- |
| Nördliche Mauerstraße 10 (Standort) | Ehemaliger Befestigungsturm                                                        | Zu Wohnhaus ausgebaut, dreigeschossiger, verputzter Sandsteinquaderbau mit Walmdach und vorkragenden Obergeschossen, spätmittelalterlich        | D-5-65-000-2 | weitere Bilder |
| Südliche Mauerstraße 3 (Standort)   | Ehemaliger Befestigungsturm sowie Reste der Stadtmauer mit sogenannter Schwitzbank | Zu Wohnhaus ausgebaut, zweigeschossiger Pultdachbau mit Sandsteinerd- und Fachwerkobergeschoss, spätmittelalterlich, Fachwerkaufbau 17./18. Jh. | D-5-65-000-2 | weitere Bilder |
| Südliche Mauerstraße 5 (Standort)   | Ehemaliger Befestigungsturm sowie Reste der Stadtmauer mit sogenannter Schwitzbank | Zu Wohnhaus ausgebaut, viergeschossiger, verputzter Sandsteinquaderbau mit Walmdach, spätmittelalterlich                                        | D-5-65-000-2 | weitere Bilder |
| Wöhrwiese 9 (Standort)              | Ehemaliger Befestigungsturm sowie Reste der Stadtmauer mit sogenannter Schwitzbank | Zu Wohnhaus ausgebaut, dreigeschossiger, verputzter Walmdachbau, im Kern spätmittelalterlich, Wohnhausausbau 18./19. Jh.                        | D-5-65-000-2 | BW             |

Rest der Stadtmauer sind unter folgenden Adressen zu finden:
- Boxlohe 7, 7a, 9, 11, 15
- Nördliche Mauerstraße 10
- Südliche Mauerstraße 3, 5, 9
- Südliche Ringstraße 22, 26, 34
- Wöhrwiese 3, 9
- Zöllnertorstraße 9

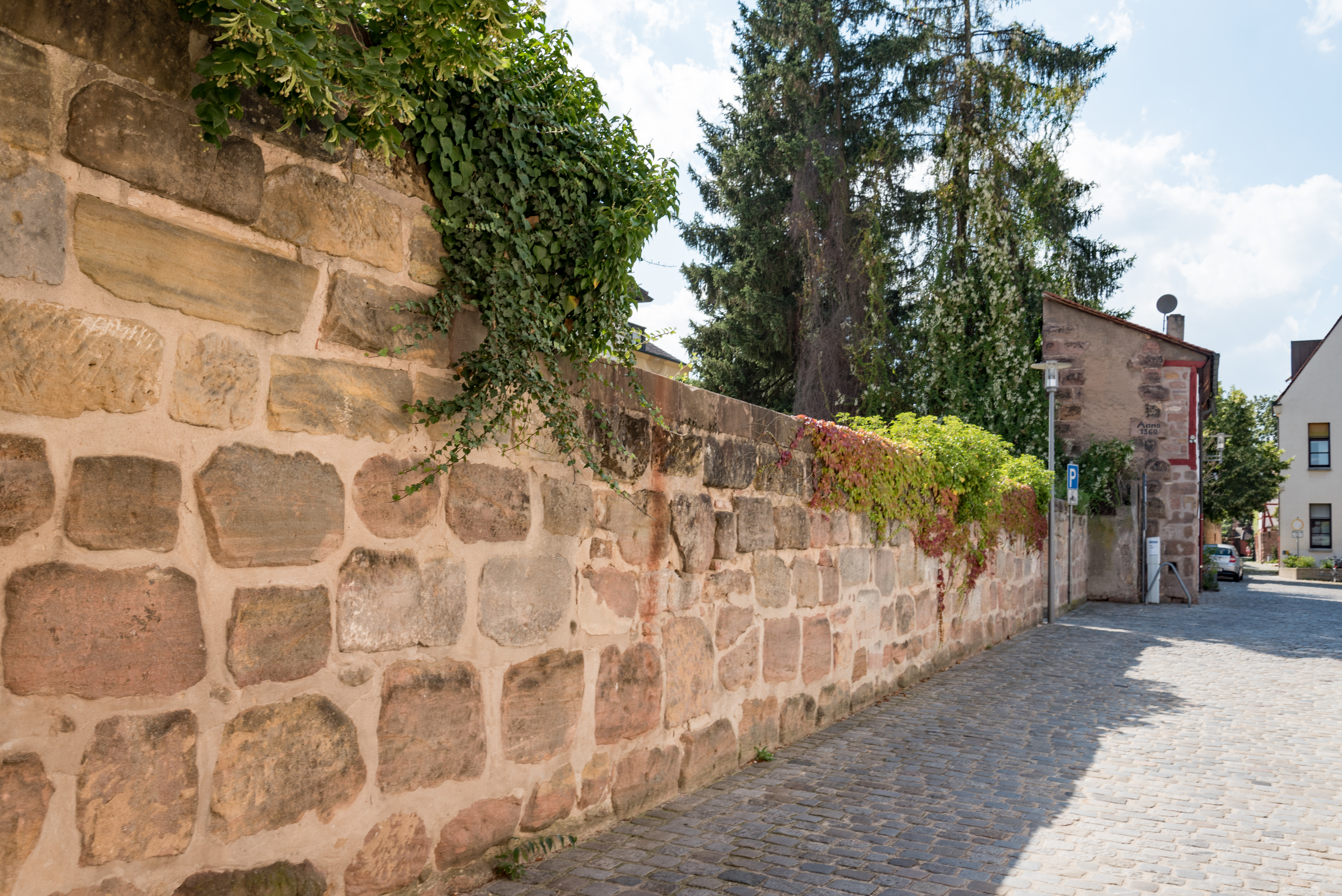
Stadtmauerrest östlich Südliche Mauerstraße 3, Ansicht Richtung Westen
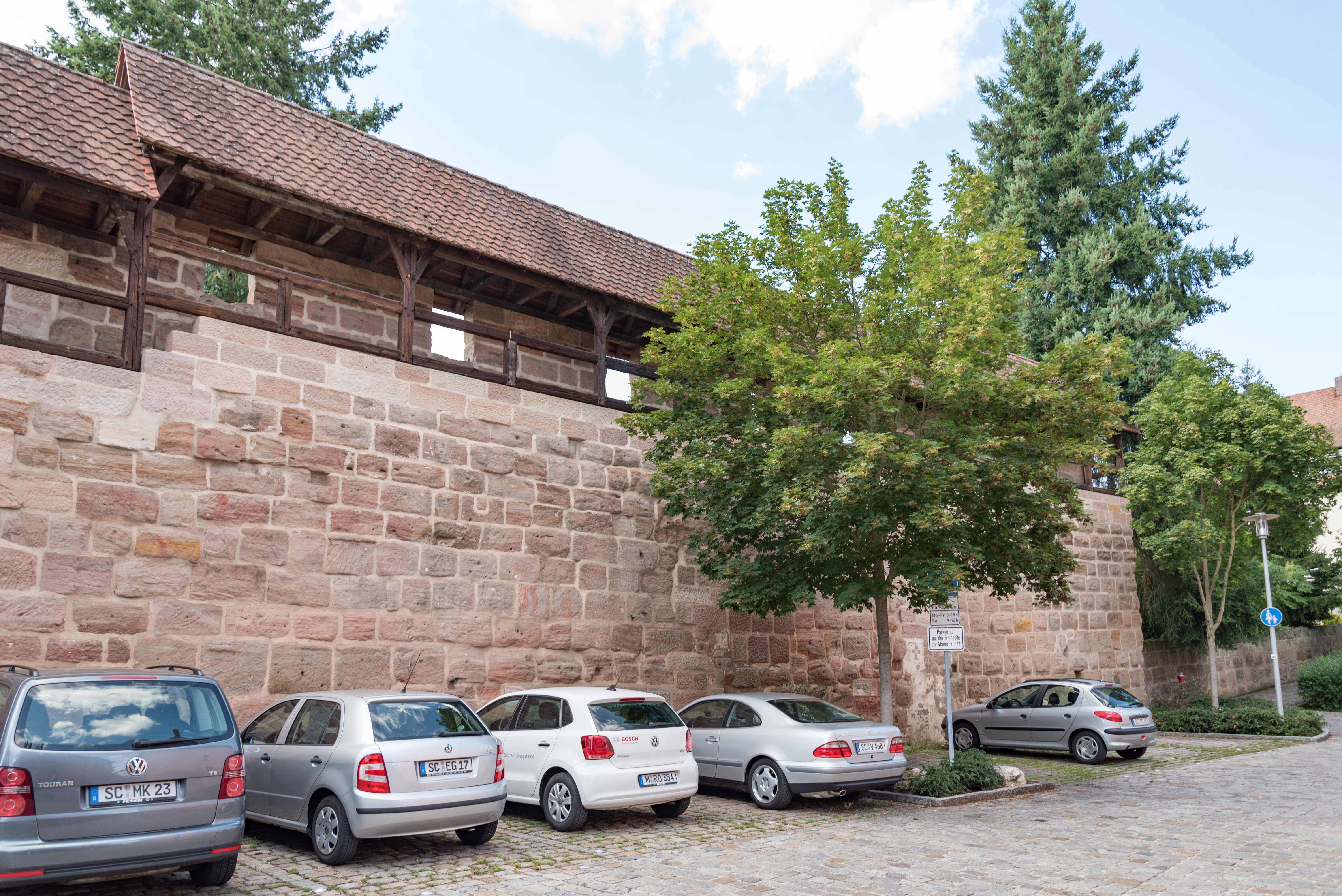
Stadtmauerrest Hördlertorstraße
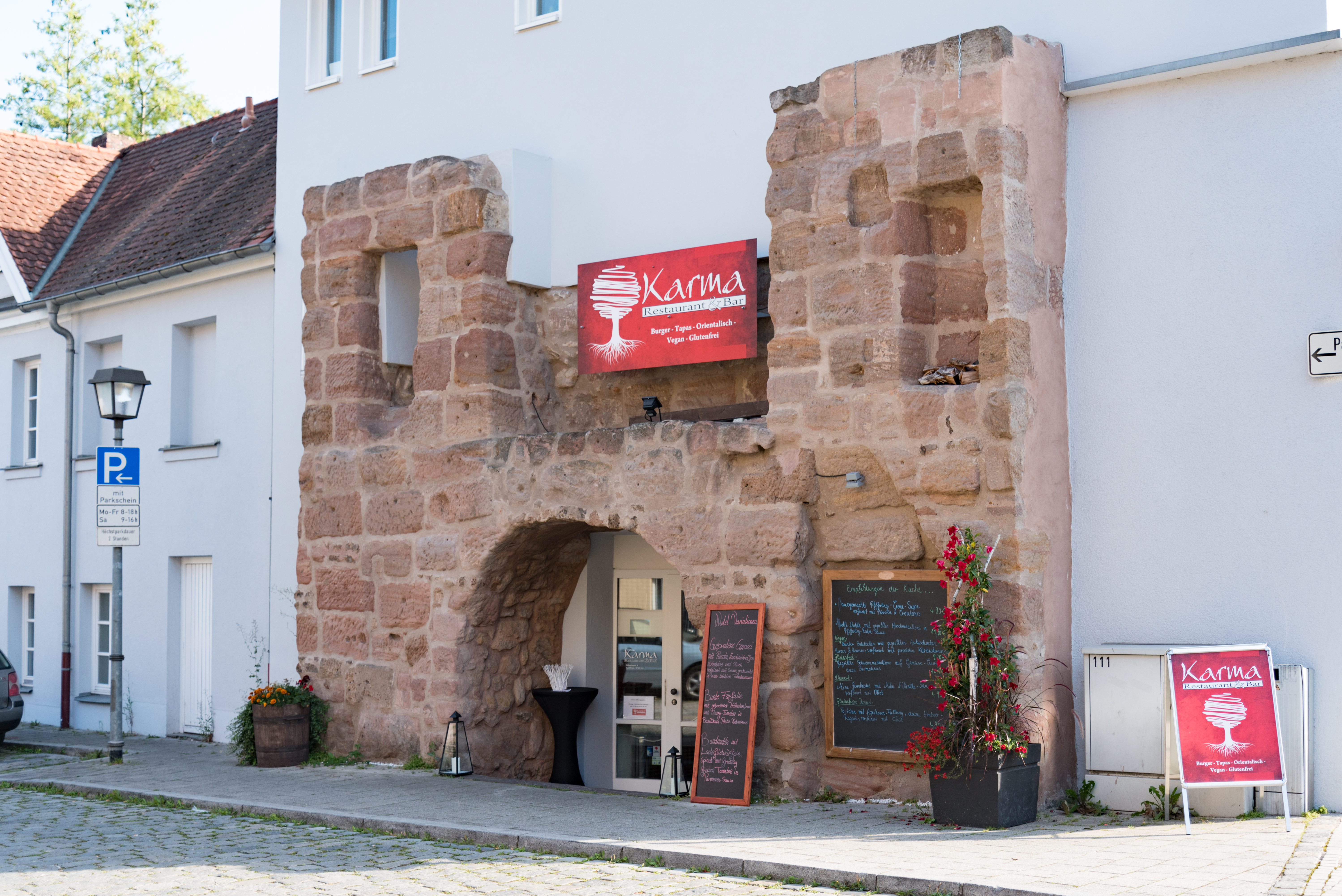
Verbauter Stadtmauerrest  Zöllnertorstraße 9

## Baudenkmäler nach Gemeindeteilen

### Schwabach
| Lage                                                                             | Objekt                                                                                                   | Beschreibung | Akten-Nr.               | Bild |
| -------------------------------------------------------------------------------- | --- | --- | ----------------------- | --- |
| Angerstraße 2 (Standort)                                                         | Lagerhaus der BayWa AG                                                                                   | viergeschossiger, verputzter Stahlbetonbau mit Satteldach, an der Westseite Getreidesilo, siebengeschossiger Rechteckturm mit Satteldach, an der Ostseite Büro- und Wohnhaus, zweigeschossiger Massivbau mit Satteldach, BayWa-Bauabteilung, 1954/55 | D-5-65-000-561          | BW |
| Auf der Aich 7 (Standort)                                                        | Bürgerhaus                                                                                               | In Ecklage, zweigeschossiger, traufseitiger Steilsatteldachbau mit verputztem Fachwerkobergeschoss und Zwerchhaus, im Kern dendro.dat. 1529/30, Umbauten dendro.dat. 1706 und 1804/05, Erneuerung der Giebel dendro.dat. 1826/27 | D-5-65-000-4            | weitere Bilder                                                                                           |
| Bachgasse 10 (Standort)                                                          | Wohn- und Geschäftshaus                                                                                  | In Ecklage, dreigeschossiger, giebelständiger Satteldachbau mit Aufzugsdächlein, Eckdacherker und Zierfachwerk am zweiten Obergeschoss und Giebel, im Kern dendro. dat. 1506/07, Umbau 18. Jahrhundert, Aufstockung und Neugestaltung der Fassade 1892 | D-5-65-000-5            | weitere Bilder                                                                                           |
| Bachgasse 14 (Standort)                                                          | Ehemaliges Handwerkerhaus                                                                                | Zweigeschossiger, giebelständiger und verputzter Satteldachbau mit giebelseitigem Bodenerker, im Kern 17. Jahrhundert, Umbau um 1800–20 | D-5-65-000-319          | weitere Bilder                                                                                           |
| Bachgasse 24 (Standort)                                                          | Handwerkerhaus                                                                                           | Zweigeschossiger, giebelständiger Steilsatteldachbau mit Aufzugsgaube und Ecklisenen, 1739. | D-5-65-000-6            | weitere Bilder                                                                                           |
| Bahnhofstraße 1 (Standort)                                                       | Evang.-Luth. Friedhofskirche                                                                             | Sandsteinquaderbau mit Steilsatteldach, Strebepfeilern, dreiseitigem Chorschluss und Dachreiter, flachgedeckter Saalbau mit zweiseitiger Empore, 1607–09, mit Ausstattung | D-5-65-000-8            | Evang.-Luth. Friedhofskirche                                                                             |
| Bahnhofstraße 1 (Standort)                                                       | Alter Friedhof                                                                                           | 1528 angelegt, 1958 aufgelassen, mit Grabmälern des 17. bis frühen 20. Jahrhundert, Erbbegräbnishalle, achtbogige, verputzte Arkadenhalle mit Walmdach und Pilastergliederung, nördlich anschließend niedrigerer Anbau, barock, Ende 18. Jahrhundert, Anbau später vereinfacht, Friedhofsummauerung, Sandsteinquadermauer mit zwei Rundbogentoren an Nord- und Westseite, Erhöhung der Ummauerung und Tore 1616 | D-5-65-000-8            | BW |
| Bahnhofstraße 6 (Standort)                                                       | Ehemals Finanzamt, jetzt städtisches Verwaltungsgebäude                                                  | freistehender, dreigeschossiger Walmdachbau mit Sandsteinerdgeschoss und -gliederung, Volutenzwerchgiebel und Sandsteinerker, historisierend mit Jugendstilelementen, bez. 1903, Einfriedung, Kalksteinmauer mit Eisenzaun und Steinpfeilern, entlang der Birkenstraße verputzte Steinmauer mit halbkreisförmigen Gitteröffnungen, gleichzeitig. | D-5-65-000-10           | BW |
| Bahnhofstraße 13 (Standort)                                                      | Wohnhaus                                                                                                 | Zweigeschossiger, verputzter Eckbau mit Satteldach, Fachwerkgiebel, rustiziertem Mittelteil mit Zwerchhaus und seitlichen Turmrisaliten mit Spitzhelmen, historisierend, Ende 19. Jahrhundert | D-5-65-000-11           | Wohnhaus                                                                                                 |
| Bahnhofstraße 15 (Standort)                                                      | Wohnhaus                                                                                                 | In Ecklage, zweigeschossiger, zweifarbiger Backsteinbau mit Satteldach und Sandsteingliederung, Neurenaissance, Ende 19. Jahrhundert, in baulicher Verbindung mit Bahnhofstraße 17 | D-5-65-000-12           | BW |
| Bahnhofstraße 17 (Standort)                                                      | Wohnhaus                                                                                                 | zweigeschossiger, traufseitiger Satteldachbau mit Putzrustika im Erdgeschoss, Ädikulafenstern im Obergeschoss und Konsoltraufgesims, Neurenaissance, Ende 19. Jahrhundert, in baulicher Verbindung mit Bahnhofstraße 15 | D-5-65-000-13           | BW |
| Bahnhofstraße 17 (Standort)                                                      | Rückgebäude                                                                                              | Zweigeschossiger Backsteinbau mit Pultdach und Fachwerkobergeschoss, gleichzeitig | D-5-65-000-13           | BW |
| Bahnhofstraße 45 (Standort)                                                      | Bahnhof Schwabach                                                                                        | Empfangsgebäude, dreigeschossiger, kubischer Sandsteinquaderbau mit Zeltdach und erdgeschossigen Seitenflügeln, von Gottfried von Neureuther, 1848/49 | D-5-65-000-14 Wikidata  | weitere Bilder                                                                                           |
| Bahnlinie Treuchtlingen-Nürnberg (Standort)                                      | Eisenbahnbrücke der ehemaligen Ludwigs-Süd-Nord-Bahn                                                     | Dreibogiger Sandsteinquaderbau mit rustizierten Pfeilersockeln, 1848 | D-5-65-000-146          | BW |
| Benkendorferstraße 7 (Standort)                                                  | Gasthaus                                                                                                 | Zweigeschossiger, verputzter Eckbau mit Walmdach und Zwerchhäusern, 1827 | D-5-65-000-15           | weitere Bilder                                                                                           |
| Benkendorferstraße 9 (Standort)                                                  | Ehemalige Bäckerei                                                                                       | Zweigeschossiger, traufseitiger und verputzter Steilsatteldachbau mit Fachwerkgiebel, dendro.dat. 1474, Giebelerneuerung dendro.dat. 1727, rückseitiger Anbau mit Altane dendro.dat. 1636, Reihenhauszeile mit Benkendorferstraße 9, 11 und 15 | D-5-65-000-16           | weitere Bilder                                                                                           |
| Benkendorferstraße 10 (Standort)                                                 | Bürgerhaus                                                                                               | Zweigeschossiger, traufseitiger und verputzter Steilsatteldachbau mit drei Pyramidengauben, im Kern spätmittelalterliches Laubenganghaus, Aufstockung und Ausbau 1887 und 1912 | D-5-65-000-313          | weitere Bilder                                                                                           |
| Benkendorferstraße 11 (Standort)                                                 | Wohnhaus                                                                                                 | Wohnhaus, zweigeschossiger Traufseitbau mit Satteldach, im Kern dendro.dat. 1474/75; Reihenhauszeile mit Benkendorferstraße 9, 13 und 15 | D-5-65-000-389          | weitere Bilder                                                                                           |
| Benkendorferstraße 13 (Standort)                                                 | Wohnhaus                                                                                                 | Zweigeschossiger Traufseitbau mit Satteldach, Zwerchhaus und Schleppgauben, im Kern dendro. dat. 1474/75, Reihenhauszeile mit Benkendorferstraße 9, 11 und 15 | D-5-65-000-390          | weitere Bilder                                                                                           |
| Benkendorferstraße 15 (Standort)                                                 | Wohnhaus                                                                                                 | Zweigeschossiger Traufseitbau mit Satteldach, Satteldachzwerchhaus und historisierender Putzgliederung, im Kern dendro.dat. 1474/75, Fassadengestaltung und Zwerchhaus bez. 1912; Reihenhauszeile mit Benkendorferstraße 9, 11 und 13 | D-5-65-000-391          | weitere Bilder                                                                                           |
| Benkendorferstraße 17 (Standort)                                                 | Wohnhaus                                                                                                 | Zweigeschossiger, traufseitiger und verputzter Steilsatteldachbau mit Zwerchhaus, 17./18. Jahrhundert, Melber-Handwerkerzeichen bez. 1753, Zwerchhaus 1870 | D-5-65-000-17           | weitere Bilder                                                                                           |
| Benkendorferstraße 23 (Standort)                                                 | Bürgerhaus                                                                                               | Zweigeschossiger, verputzter Walmdachbau mit Zwerchhaus, 1701, Zwerchhaus 1898, Putzgliederungen der Fassade später | D-5-65-000-18           | weitere Bilder                                                                                           |
| Benkendorferstraße 24 (Standort)                                                 | Wohnhaus                                                                                                 | In Ecklage, dreigeschossiger Walmdachbau über unregelmäßigem Grundriss mit verputztem Fachwerkobergeschoss und Zwerchhaus an der Südseite, 1799 | D-5-65-000-19           | weitere Bilder                                                                                           |
| Birkenstraße 1, Stadtpark, Bahnhofstraße (Standort)                              | Stadtpark                                                                                                | Nach Entwurf von Georg Stengel und Zeichenlehrer Bogner angelegt 1879–94 Zwei Gusseisenfiguren, stehende Löwen auf Sandsteinsockeln, um 1806, an der Eisentrautstraße, vom Zöllnertor hierher versetzt 1874 Kriegerdenkmal 1870/71, Steinfigur der trauernden Nike auf hohem Sockel, von Feuerlein aus Roth, bez. 1875 Kriegerdenkmal 1914/18, Sandsteinstele mit Inschriftentafeln und kniender Kriegerfigur, von Philipp Kittler, 1923 | D-5-65-000-9            | BW |
| Boxlohe 1 (Standort)                                                             | Bürgerhaus in Ecklage                                                                                    | Dreigeschossiger, verputzter Walmdachbau mit Zwerchhaus, 1821 | D-5-65-000-20           | BW |
| Boxlohe 5 (Standort)                                                             | Wohnhaus in Ecklage                                                                                      | giebelständiger und verputzter Steilsatteldachbau mit Sandsteinerdgeschoss und Fachwerkobergeschoss und -giebel, im Kern mittelalterlich, Dachwerk dendro. dat. 1536, nach Brand teilweise erneuert 1821 | D-5-65-000-322          | weitere Bilder                                                                                           |
| Boxlohe 7, 7 a (Standort)                                                        | Wohnhaus                                                                                                 | zweigeschossiger, giebelständiger Steilsatteldachbau mit verputztem Fachwerkobergeschoss und -giebel, 1. Hälfte 18. Jahrhundert, im Kern älter Rückgebäude, erdgeschossiger, verputzter Satteldachbau, 19. Jahrhundert, auf Resten der Stadtmauer aufgesetzt | D-5-65-000-270          | weitere Bilder                                                                                           |
| Boxlohe 9 (Standort)                                                             | Ehemaliges evang.-reform. Pfarramt                                                                       | Dreigeschossiger Walmdachbau mit Putzgliederung und Dachgauben, 1721, in baulicher Verbindung mit Boxlohe 11 | D-5-65-000-23           | weitere Bilder                                                                                           |
| Boxlohe 10 (Standort)                                                            | Wohn- und Handwerkerhaus                                                                                 | Zweigeschossiger, giebelständiger Fachwerkbau mit Steilsatteldach, im Kern dendro. dat. 1437/38, erneuert und aufgestockt um 1740 | D-5-65-000-488          | weitere Bilder                                                                                           |
| Boxlohe 11 (Standort)                                                            | Ehemaliges Spital- und Armenhaus der Französisch-Reformierten Gemeinde                                   | Erdgeschossiger, verputzter Giebelbau mit abgeschlepptem Steilsatteldach, 1711, in baulicher Verbindung mit Boxlohe 9 | D-5-65-000-24           | weitere Bilder                                                                                           |
| Boxlohe 14 (Standort)                                                            | Evang.-reform. Pfarrkirche, sogenannte Franzosenkirche                                                   | Mansardwalmdachbau mit Putzgliederung und hohem Turmaufsatz mit Spitzhelm, rechteckiger Saal mit hölzernem Muldengewölbe, 1686/87, Turm 1724/25, mit Ausstattung, Stützmauern der nördlichen Terrasse, Sandsteinquadermauerwerk, 17./18. Jahrhundert | D-5-65-000-26           | weitere Bilder                                                                                           |
| Boxlohe 15 (Standort)                                                            | Ehemaliges „Gemein-Frauenhaus“                                                                           | Zweigeschossiger, verputzter Schopfwalmdachbau mit Fachwerkkern, vor 1500 | D-5-65-000-27           | BW |
| Boxlohe 16 (Standort)                                                            | Bürgerhaus                                                                                               | Zweigeschossiger, verputzter Sandsteinquaderbau mit Mansardwalmdach, Ecklisenen und breitem Zwerchhaus, um 1740 | D-5-65-000-28           | weitere Bilder                                                                                           |
| Fischgrubengasse 5 (Standort)                                                    | Rückgebäude                                                                                              | Zweigeschossiger Walmdachbau mit Sandsteinerdgeschoss und Fachwerkobergeschoss, nach 1821 | D-5-65-000-28 zugehörig | weitere Bilder                                                                                           |
| Boxlohe 18 (Standort)                                                            | Ehemals Ackerbürger- und Klingenschmied-Anwesen, sogenannte Zinkburg                                     | Um Innenhof gruppierte mehrteilige Anlage, zweigeschossiges Wohnhaus mit Schopfwalmdach und verputztem Fachwerkobergeschoss, eingeschossige Nebengebäude mit Pult- und Satteldächern, dendro. dat. 1481, verändert 17./18. Jahrhundert | D-5-65-000-29           | weitere Bilder                                                                                           |
| Dianastraße 1 (Standort)                                                         | Villa, ehemals Villa Otto Jäger                                                                          | monumentaler, zweigeschossiger Walmdachbau mit Erkern und Zwerchhäusern, neubarock, von Ochsenmayer & Wißmüller, 1912 | D-5-65-000-297          | BW |
| Dianastraße 1 (Standort)                                                         | Ehemals Pumpenhaus                                                                                       | Eingeschossiger Walmdachbau, 1912 | D-5-65-000-297          | BW |
| Dr.-Zinn-Straße 2 (Standort)                                                     | Wohnhaus                                                                                                 | Zweifamilienhaus, zweigeschossiger, verputzter Massivbau mit Satteldach und Gauben mit Dreiecksgiebeln, an der Südseite zweigeschossiger Seitenrisalit mit Satteldach, Fachwerkobergeschoss und Fachwerkgiebel, Heimatstil, Sigfrid Wießner, 1938 | D-5-65-000-560          | BW |
| Eilgutstraße 2 (Standort)                                                        | Gasthaus                                                                                                 | Zweigeschossiger Sandsteinquaderbau mit Walmdach und Zwerchhaus, Mitte 19. Jahrhundert, Zwerchhaus später | D-5-65-000-271          | BW |
| Eisentrautstraße 1 (Standort)                                                    | Villa | Malerischer, zweigeschossiger Walmdachbau mit Fachwerk-Zwerchhaus und geschweiftem Zwerchgiebel, Loggien, Balkonen und Erkern, von Mathias Thäter, 1907/08 | D-5-65-000-31 Wikidata  | Villa |
| Eisentrautstraße 2 (Standort)                                                    | Miets- und Geschäftshaus                                                                                 | In Ecklage, dreigeschossiger Backsteinbau mit Satteldach, Sandsteingliederung, Straßenerker und geschweiftem Zwerchgiebel, zweigeschossiger Eckerker mit polygonalem Turmaufsatz, Neurenaissance, bez. 1902 | D-5-65-000-32 Wikidata  | Miets- und Geschäftshaus                                                                                 |
| Eisentrautstraße 4 (Standort)                                                    | Villa | Malerischer, zweigeschossiger Walmdachbau mit mansardartigen Dachaufbauten, Erkern und Putzornamentik, Wintergartenanbau mit Obergeschoss-Terrasse, von Mathias Thäter, 1908 | D-5-65-000-33 Wikidata  | Villa |
| Eisentrautstraße 11, Südliche Ringstraße 1 (Standort)                            | Miethausgruppe in Ecklage                                                                                | Dreigeschossige Backsteinbauten mit Sandsteinerdgeschoss und Walmdach, Sandsteingliederung, Risalit mit Schweifgiebel, Eckerker mit polygonalem Turmaufsatz, im Stil der Neurenaissance, von Johann Carl, bez. 1900 | D-5-65-000-199          | Miethausgruppe in Ecklage                                                                                |
| Falckensteingasse 4 (Standort)                                                   | Wohnhaus                                                                                                 | Zweigeschossiger, traufseitiger und verputzter Fachwerkbau mit Steilsatteldach und Aufzugszwerchhaus, 1698 | D-5-65-000-35           | BW |
| Fischgrubengasse 1, Poujolsberg 4 (Standort)                                     | Ehemals Fischerhäuser                                                                                    | Langgestreckter, erdgeschossiger Fachwerkbau mit Satteldach über hohem Kellergeschoss, 1735 | D-5-65-000-36           | weitere Bilder                                                                                           |
| Fleischbrücke 2 (Standort)                                                       | Wohn- und Geschäftshaus                                                                                  | Freistehender, dreigeschossiger Steilsatteldachbau mit rustiziertem Erdgeschoss, verputzten Fachwerkobergeschossen und reicher Putzgliederung, bez. 1541, drittes Geschoss 1724, Fassadengestaltung und Ladeneinbau 1865 | D-5-65-000-37           | weitere Bilder                                                                                           |
| Fleischbrücke 3 (Standort)                                                       | Bürgerhaus                                                                                               | Dreigeschossiger, verputzter Walmdachbau mit Zwerchhaus, im Kern vor 1650, Obergeschoss und Dach 1724 | D-5-65-000-38           | weitere Bilder                                                                                           |
| Fleischbrücke 4 (Standort)                                                       | Wohnhaus in Ecklage                                                                                      | Schmaler, zweigeschossiger und traufseitiger Steilsatteldachbau mit verputztem Fachwerkgiebel, 1525 als Garküche erwähnt, 1848 aufgestockt | D-5-65-000-39           | weitere Bilder                                                                                           |
| Fleischbrücke 5 (Standort)                                                       | Ehemals Badestube, sogenanntes Unteres Bad                                                               | Dreigeschossiger, verputzter Mansardwalmdachbau mit Zwerchhaus und Lisenengliederung, barock, bez. 1732 | D-5-65-000-40           | weitere Bilder                                                                                           |
| Friedensstraße 1 (Standort)                                                      | Waldfriedhof                                                                                             | 1914 angelegt, mehrfach erweitert, mit Grabsteinen seit dem frühen 20. Jahrhundert Verwaltungsgebäude, erdgeschossiger, verputzter Zeltdachbau östlich anschließend langgestreckter, mehrteiliger und um Innenhof gruppierter Anbau mit Loggien, Heimatstil, 1914 Aussegnungshalle, zweigeschossiger, polygonaler Putzbau mit Walmdach, Dachreiter und Portalvorbauten, Heimatstil, bez. 1913/14, mit Ausstattung Friedhofsummauerung mit Torbogen und zwei kapellenartigen Eckpavillonen, verputzte Massivbauten mit Zeltdach, gleichzeitig                        | D-5-65-000-41           | BW |
| Friedrichstraße 1 (Standort)                                                     | Ehemalige Bäckerei in Ecklage                                                                            | Zweigeschossiger, giebelständiger und verputzter Steilsatteldachbau mit Aufzugsdächlein und Putzgliederungen, bez. 1719, nach 1731 | D-5-65-000-42           | weitere Bilder                                                                                           |
| Friedrichstraße 2 (Standort)                                                     | Ehemals markgräfliches Kastenamt, später Bürgerhaus                                                      | Zweigeschossiger, verputzter Steilwalmdachbau in Ecklage, mit westlichem Mansardgiebel, rückseitigem Fachwerk und Ecklisenen, vor 1600, Ausbau zum Kastenamt nach 1680 | D-5-65-000-43           | weitere Bilder                                                                                           |
| Friedrichstraße 3 (Standort)                                                     | Ehemaliger Stadel                                                                                        | Zweigeschossiger, giebelständiger Steilsatteldachbau mit Fachwerkgiebel und Aufzugsdächlein, wohl 1748, ehemals zu Friedrichstraße 1 gehörig | D-5-65-000-44           | weitere Bilder                                                                                           |
| Friedrichstraße 6 (Standort)                                                     | Wohnhaus                                                                                                 | Zweigeschossiger, giebelständiger und verputzter Steilsatteldachbau, dendro.dat. 1544, erneuert 1849 | D-5-65-000-45           | weitere Bilder                                                                                           |
| Friedrichstraße 7 (Standort)                                                     | Wohnhaus                                                                                                 | Dreigeschossiger, verputzter Walmdachbau mit mittigem Zwerchhaus, Wiederaufbau 1866, wohl mit älterem Kern | D-5-65-000-272          | weitere Bilder                                                                                           |
| Friedrichstraße 11 (Standort)                                                    | Bürgerhaus in Ecklage                                                                                    | Dreigeschossiger, verputzter Mansardwalmdachbau mit Mittelrisalit und Lisenengliederung, barock, Wappen bez. 1736 | D-5-65-000-46           | weitere Bilder                                                                                           |
| Friedrichstraße 15 (Standort)                                                    | Wohnhaus                                                                                                 | Zweigeschossiger, giebelständiger Steilsatteldachbau, rückseitig Fachwerk, dendro.dat. 1471, Fassade 2. Hälfte 19. Jahrhundert | D-5-65-000-273          | weitere Bilder                                                                                           |
| Friedrichstraße 20 (Standort)                                                    | Bürgerhaus                                                                                               | Zweigeschossiger Walmdachbau auf hohem Sockelgeschoss, mit Zwerchhaus und Lisenengliederung, barock, 1751 | D-5-65-000-47           | weitere Bilder                                                                                           |
| Friedrichstraße 21 (Standort)                                                    | Bürgerhaus in Ecklage                                                                                    | Zweigeschossiger Steilsatteldachbau mit Zwerchhaus und verputztem Fachwerkobergeschoss, 1684, Fenstereinfassungen und Ladeneinbau 2. Hälfte 19. Jahrhundert | D-5-65-000-48           | weitere Bilder                                                                                           |
| Friedrichstraße 22 (Standort)                                                    | Gasthaus                                                                                                 | Zweigeschossiger, traufseitiger und verputzter Steilsatteldachbau auf hohem Kellergeschoss, mit Zwerchhaus, vorkragendem Ostgiebel und Halbwalm an der Westseite, im Kern Fachwerkbau, dendro.dat. 1476, Umbauten 1857 | D-5-65-000-49           | weitere Bilder                                                                                           |
| Friedrichstraße 25 (Standort)                                                    | Ehemals Speicherbau, jetzt Wohnhaus                                                                      | Dreigeschossiger, traufseitiger Fachwerkbau mit Satteldach, dendro.dat. 1401/02, Umbau zum Wohnhaus 17. und 18. Jahrhundert, Dachgeschossausbau Mitte 19. Jahrhundert | D-5-65-000-304          | weitere Bilder                                                                                           |
| Friedrichstraße 26 (Standort)                                                    | Bürgerhaus                                                                                               | Zweigeschossiger Walmdachbau mit verputztem Fachwerkobergeschoss und Zwerchgiebel, 1691 | D-5-65-000-50           | weitere Bilder                                                                                           |
| Friedrichstraße 27 (Standort)                                                    | Bürgerhaus                                                                                               | Zweigeschossiger, traufseitiger und verputzter Steilsatteldachbau mit Zwerchhaus und westlichem Halbwalmgiebel, im Kern Fachwerkbau, vor 1500, Mitte 19. Jahrhundert erneuert | D-5-65-000-312          | weitere Bilder                                                                                           |
| Friedrichstraße 29 (Standort)                                                    | Ehemaliges Erbbrauhaus                                                                                   | Zweigeschossiger Sandsteinquaderbau mit Schopfwalmdach, Fachwerkobergeschoss, Zwerchhaus und Tordurchfahrt, bez. 1525, verändert wohl 1. Hälfte 17. Jahrhundert | D-5-65-000-51           | weitere Bilder                                                                                           |
| Friedrichstraße 29 (Standort)                                                    | Ehemaliges Wirtschaftsgebäude                                                                            | Zweigeschossiger, verputzter Sandsteinquaderbau mit Walmdach, Fachwerkobergeschoss und breiter Dachgaube, Erdgeschoss 16. Jahrhundert, Obergeschoss und Dach 18. Jahrhundert | D-5-65-000-51           | weitere Bilder                                                                                           |
| Galgengartenstraße 14 (Standort)                                                 | Einfamilienhaus                                                                                          | schlichter eingeschossiger Putzbau mit Satteldach und breit gelagerter Schleppgaube auf der Nordseite sowie drei Satteldachgauben auf der Südseite, eingeschobener, zweigeschossiger Querbau mit Walmdach auf der Ostseite, im Stil der Neuen Sachlichkeit, von Wilhelm Baumann, 1932, mit Ausstattung | D-5-65-000-326          | BW |
| Glockengießergasse 3 (Standort)                                                  | Bürgerhaus                                                                                               | Dreigeschossiger, verputzter Mansardwalmdachbau mit Zwerchhaus und rustizierten Ecklisenen und Portal, errichtet 1733, im Kern 1691 | D-5-65-000-52           | BW |
| Glockengießergasse 5 (Standort)                                                  | Wohnhaus                                                                                                 | Zweigeschossiger, traufseitiger und verputzter Satteldachbau mit Zwerchhaus, im Kern 1691, 1827, ehemals Doppelhaus mit Glockengießergasse 7 | D-5-65-000-53           | BW |
| Glockengießergasse 7 (Standort)                                                  | Wohnhaus                                                                                                 | Zweigeschossiger, traufseitiger und verputzter Satteldachbau, westlich abgewalmt, im Kern 1691, 1827, ehemals Doppelhaus mit Glockengießergasse 5 | D-5-65-000-54           | BW |
| Haydnstraße 1 (Standort)                                                         | Wolfram-von-Eschenbach-Gymnasium                                                                         | Vierteiliger Baukomplex in unterschiedlicher Geschosszahl, zwei Längsriegel mit niedrigem Anbau nach Westen samt angehängten Musikzellen und nach Südosten angegliederter Turnhalle mit bewegtem Sheddach, nach Wettbewerbsentwurf des Architekten Bernhard Heid von 1971 bis 1977 errichtet. | D-5-65-000-315          | BW |
| Hindenburgstraße 15 (Standort)                                                   | Villa | Zweigeschossiger Putzbau mit Walmdach, Zwerchhäusern mit Steilgiebeln und balkonartigem Vorbau an der Südseite, in sachlichen Formen mit expressionistischen Anklängen, von den Gebr. Humpenöder, 1927, Balkonanbau von Alwin Carl, 1934. | D-5-65-000-306          | BW |
| Höllgasse 1 (Standort)                                                           | Bürgerhaus                                                                                               | Zweigeschossiger, giebelständiger und verputzter Steilsatteldachbau, im Kern wohl Fachwerk, 17. Jahrhundert | D-5-65-000-55 Wikidata  | Bürgerhaus                                                                                               |
| Höllgasse 2 (Standort)                                                           | Wohnhaus                                                                                                 | Zweigeschossiger, traufseitiger Sandsteinquaderbau mit Satteldach, nach Brand neu errichtet 1846 | D-5-65-000-56 Wikidata  | weitere Bilder                                                                                           |
| Hördlertorstraße 2 (Standort)                                                    | Ehemals Gasthaus                                                                                         | Zweigeschossiger, verputzter Walmdachbau mit breitem Zwerchhaus, rustizierten Ecklisenen und Sandsteinportal, barock, Reste des Vorgängerbaus dendro-datiert 1377, verändert 1. Hälfte 18. Jahrhundert, Zwerchhaus und Saalausbau 1809–14 | D-5-65-000-57           | weitere Bilder                                                                                           |
| Hördlertorstraße 2a (Standort)                                                   | Ehemals Scheune und Mälzerei                                                                             | Erdgeschossiger, giebelständiger und verputzter Fachwerkbau mit Steilsatteldach, dendro-datiert um 1555, verändert 1. Hälfte 18. Jahrhundert | D-5-65-000-57           | BW |
| Hördlertorstraße 3 (Standort)                                                    | Bürgerhaus                                                                                               | Zweigeschossiger Mansardwalmdachbau mit Zwerchgiebel und Putzgliederung, barock, 1. Hälfte 18. Jahrhundert | D-5-65-000-58           | weitere Bilder                                                                                           |
| Hördlertorstraße 3 a, am Nadlersbach (Standort)                                  | Rückgebäude                                                                                              | Zweigeschossiger, giebelständiger Sandsteinquaderbau mit Steilsatteldach und verputztem Fachwerkobergeschoss und -giebel, im Kern 17./18. Jahrhundert, Ausbau Mitte 19. Jh. | D-5-65-000-274          | BW |
| Hördlertorstraße 5, 5 a (Standort)                                               | Ehemalige Mühle, sogenannte Mittelmühle, ehemalige Mühlgebäude                                           | Zwei- und dreigeschossige Sandsteinquaderbauten mit Satteldach und Zwerchhaus, wohl 1875 | D-5-65-000-59           | weitere Bilder                                                                                           |
| Hördlertorstraße 7 (Standort)                                                    | Ehemalige Mühle, sogenannte Mittelmühle, Wohnhaus                                                        | Zweigeschossiger, verputzter Sandsteinquaderbau mit Mansardwalmdach, Gurtgesims und Zwerchhaus mit Aufzugsgiebel, 1770, in Ecklage | D-5-65-000-59           | weitere Bilder                                                                                           |
| Hördlertorstraße 13 (Standort)                                                   | Ehemalige Bäckerei                                                                                       | Zweigeschossiger Steilsatteldachbau in Ecklage, mit Zwerchhaus und Putzgliederung, 1738, Bäckerzeichen bez. 1734 | D-5-65-000-61           | weitere Bilder                                                                                           |
| Hördlertorstraße 12 (Standort)                                                   | Nebengebäude                                                                                             | Dreigeschossiger, verputzter Satteldachbau mit Fachwerkobergeschoss und -giebel, an der Ostseite hölzerne Galerien und Fachwerkzwerchhaus, 1. Hälfte 18. Jahrhundert | D-5-65-000-60           | BW |
| Hördlertorstraße 14 (Standort)                                                   | Ehemaliges Gasthaus zum Weißen Falken                                                                    | Dreigeschossiger, verputzter Walmdachbau mit Zwerchgiebel und rustizierten Ecklisenen, hofseitig mit Fachwerkgiebel, im Kern um 1500, barockisierender Umbau durch Johann David Steingruber, 1742 | D-5-65-000-60           | weitere Bilder                                                                                           |
| Hördlertorstraße 16 (Standort)                                                   | Ehemalige Brauerei                                                                                       | Dreigeschossiger, verputzter Walmdachbau mit rustizierten Ecklisenen, im Kern Fachwerk, barock, 1693 | D-5-65-000-63           | weitere Bilder                                                                                           |
| Hördlertorstraße 18 (Standort)                                                   | Ehemalige Brauerei                                                                                       | Zweigeschossiger, giebelständiger Steilsatteldachbau mit verputztem Fachwerkobergeschoss, Krangaube und Laubengang, 17. Jahrhundert | D-5-65-000-64           | weitere Bilder                                                                                           |
| Hördlertorstraße 25 (Standort)                                                   | Ehemaliges Gartenhaus                                                                                    | Zweigeschossiger, verputzter Walmdachbau, um 1830, außerhalb der Stadtmauer | D-5-65-000-65           | weitere Bilder                                                                                           |
| Hördlertorstraße 29 (Standort)                                                   | Ehemaliges Zollhaus                                                                                      | Zweigeschossiger Walmdachbau mit Sandsteinquaderung im Erdgeschoss und nördlich über toskanischen Säulen vorkragendem Fachwerkobergeschoss, von Johann David Steingruber, 1739–44 | D-5-65-000-66           | weitere Bilder                                                                                           |
| Kappadocia 1 (Standort)                                                          | Gasthaus                                                                                                 | Zweigeschossiger, giebelständiger und verputzter Steilsatteldachbau mit nördlichem Anbau, im Kern Fachwerk, 1. Hälfte 18. Jahrhundert | D-5-65-000-275          | weitere Bilder                                                                                           |
| Kappadocia 1 (Standort)                                                          | Ehemaliges Brauereigebäude                                                                               | zwei- bis dreigeschossiger, verputzter Satteldachbau, wohl gleichzeitig | D-5-65-000-275          | weitere Bilder                                                                                           |
| Kappadocia 3 (Standort)                                                          | Ehemaliges Gasthaus                                                                                      | Zweigeschossiger, giebelständiger Steilsatteldachbau mit Fachwerkobergeschoss und -giebel und Krangaube, 1717 | D-5-65-000-69           | weitere Bilder                                                                                           |
| Kappadocia 6 (Standort)                                                          | Wohnhaus                                                                                                 | Zweigeschossiger, traufseitiger Steilsatteldachbau mit Fachwerkobergeschoss, Zwerchhaus und rückseitigen Lauben, 1682 | D-5-65-000-70           | weitere Bilder                                                                                           |
| Kappadozia 9 (Standort)                                                          | Ehemalige Brauerei                                                                                       | Zweigeschossiger, traufseitiger und verputzter Steilsatteldachbau mit rustizierten Lisenen, im Kern Fachwerk, dendro.dat. 1525/26, Umbau 1780 | D-5-65-000-72           | weitere Bilder                                                                                           |
| Kappadozia 9 (Standort)                                                          | Rückgebäude                                                                                              | Langgestreckter, zweigeschossiger Satteldachbau mit Fachwerkobergeschoss, dendro.dat. 1545/46, Umbau um 1780 | D-5-65-000-72           | BW |
| Königsplatz (Standort)                                                           | Pferdebrunnen                                                                                            | Oktogonales Becken, über eingestelltem Sockel mit Pferdeköpfen Sandsteinsäule mit Pinienzapfen, 1823 nach Entwurf von Carl Alexander von Heideloff | D-5-65-000-74           | weitere Bilder                                                                                           |
| Königsplatz (Standort)                                                           | Schöner Brunnen                                                                                          | Sandsteinbecken mit Obelisk, 1716/17 nach Plänen von Johann Wilhelm von Zocha, figuraler Schmuck von Johann Joseph Fischer (Bleigussfiguren original), Sandsteingruppen 1878/79 von Bildhauer Feuerlein aus Roth erneuert | D-5-65-000-73           | weitere Bilder                                                                                           |
| Königsplatz 1, 1 b (Standort)                                                    | Rathaus                                                                                                  | Dreigeschossiger Walmdachbau mit Sandsteinerdgeschoss, Arkadenhalle und Fachwerkobergeschossen, südlich dreigeschossiger Flügelanbau mit Mansardwalmdach, Ecktürmchen mit Zeltdach und vorgeblendetem Zierfachwerk am Ober- und Mansardgeschoss, als Fronveste erbaut 1528/29, Obergeschosse des Hauptbaus ab 1799, südlicher Seitenflügel 1732, Aufstockung und Zierfachwerk 1902 | D-5-65-000-75           | weitere Bilder                                                                                           |
| Königsplatz 4 (Standort)                                                         | Bürgerhaus in Ecklage                                                                                    | Dreigeschossiger, verputzter Mansardwalmdachbau mit Zwerchhäusern und Ecklisenen, 1716 | D-5-65-000-76           | weitere Bilder                                                                                           |
| Königsplatz 6 (Standort)                                                         | Bürgerhaus, ehemals Brauerei                                                                             | Zweigeschossiger, traufseitiger Steilsatteldachbau mit Fachwerkobergeschoss, im Kern vor 1500, erneuert 17. Jahrhundert, Rückflügel, zweigeschossiger Fachwerkbau mit Satteldach, Altane und Fachwerk-Zwerchhaus, 18. Jahrhundert | D-5-65-000-77           | weitere Bilder                                                                                           |
| Königsplatz 6 (Standort)                                                         | Scheune                                                                                                  | Stattlicher, zweigeschossiger Fachwerkbau mit nach Norden abgewalmten Steilsatteldach, wohl 2. Hälfte 17. Jahrhundert | D-5-65-000-77           | BW |
| Königsplatz 6 (Standort)                                                         | Scheune, ehemals Brauereischeune                                                                         | Sandsteinbau mit Satteldach, 18. Jahrhundert | D-5-65-000-77           | BW |
| Königsplatz 8, 10 (Standort)                                                     | Wohn- und Geschäftshaus                                                                                  | Zweigeschossiger, traufseitiger Sandsteinquaderbau mit Satteldach, gemeinsamem Zwerchhaus und Dacherkern, 1847, Dacherker-Ausbauten um 1900 | D-5-65-000-78           | weitere Bilder                                                                                           |
| Königsplatz 12 (Standort)                                                        | Gasthof Goldener Stern                                                                                   | Dreigeschossiger, traufseitiger und verputzter Satteldachbau mit flachem Mittelrisalit mit Rustikaportal und Zwerchhaus, um 1660/70, im Kern 15./16. Jahrhundert, Umbau 1816 | D-5-65-000-79 Wikidata  | weitere Bilder                                                                                           |
| Königsplatz 12 (Standort)                                                        | | Zweigeschossiger Satteldachbau mit Fachwerkobergeschoss und Altane, 18. Jahrhundert | D-5-65-000-79           | BW |
| Königsplatz 14 (Standort)                                                        | Bürgerhaus                                                                                               | Dreigeschossiger, verputzter Eckbau mit Mansardwalmdach, Zwerchhäusern und Lisenengliederung, im Innenhof umlaufende Holzgalerien, barock, 1700 und 1727 | D-5-65-000-80           | weitere Bilder                                                                                           |
| Königsplatz 21, Rathausgasse 4 (Standort)                                        | Ehemaliges Oberamtshaus                                                                                  | Zweigeschossiger, verputzter Sandsteinquaderbau mit Steilsatteldach und Fachwerkobergeschoss und -giebel, bezeichnet 1660, im Kern älter | D-5-65-000-81           | weitere Bilder                                                                                           |
| Königsplatz 21, Rathausgasse 4 (Standort)                                        | Erweiterungsbau im Süden, Wohn- und Geschäftshaus                                                        | Zweigeschossiger, verputzter Mansarddachbau mit Zwerchhäusern, Erker und Torturm mit Kuppeldach, Innenhof mit umlaufendem Laubengang, reduzierter Historismus, bezeichnet 1907 | D-5-65-000-81           | BW |
| Königsplatz 25 (Standort)                                                        | Ehemalige Erbbrauerei, dann Bürgerhaus                                                                   | Zweigeschossiger, giebelständiger und verputzter Sandsteinquaderbau mit Steilsatteldach, traufseitigem Fachwerk und Fachwerkgiebel, im Kern um 1500, 1655 erneuert | D-5-65-000-82           | weitere Bilder                                                                                           |
| Königsplatz 27 (Standort)                                                        | Bürgerhaus                                                                                               | Dreigeschossiger, verputzter Walmdachbau, im Kern spätgotischer Bau des 15./16. Jahrhundert, Aufstockung und Umgestaltung um 1800 | D-5-65-000-276          | weitere Bilder                                                                                           |
| Königsplatz 29 (Standort)                                                        | Ehemals Gasthof Zur goldenen Gans und ehemaliger Posthof, sogenannte Fürstenherberge                     | Viergeschossiger, verputzter Mansardwalmdachbau mit Zwerchgiebel, Lisenengliederung und Säulenportal, barock, von Carl Friedrich von Zocha, 1726–28 | D-5-65-000-83           | weitere Bilder                                                                                           |
| Königsplatz 29 b (Standort)                                                      | Ehemals Wirtschaftsgebäude im Hof                                                                        | Zwei- bis dreigeschossiger, verputzter Fachwerkbau mit Satteldach und rückwärts liegendem Laubengang, im Kern um 1500 | D-5-65-000-83           | BW |
| Königsplatz 31 (Standort)                                                        | Ehemals Gasthaus, sogenannte Käferschachtel                                                              | Erdgeschossiger, giebelständiger Steilsatteldachbau mit Fachwerkgiebel und östlichem Querbau, dendro.dat. 1358, Ende 17./Anfang 18. Jahrhundert | D-5-65-000-84           | weitere Bilder                                                                                           |
| Königsplatz 33 (Standort)                                                        | Gasthaus                                                                                                 | Zweigeschossiger, giebelständiger Steilsatteldachbau mit Fachwerkobergeschoss und -giebel, bez. 1566, Obergeschoss und Giebel wohl 17. Jahrhundert | D-5-65-000-85           | weitere Bilder                                                                                           |
| Königsplatz 33 (Standort)                                                        | Wirtschaftsgebäude im Hof                                                                                | Langgestreckter, zweigeschossiger Satteldachbau mit Sandsteinerdgeschoss, Fachwerkobergeschoss und Lauben, im Kern 2. Hälfte 16. Jahrhundert, 16.–19. Jahrhundert | D-5-65-000-85           | BW |
| Königsplatz 33 a (Standort)                                                      | Ehemalige Scheune                                                                                        | Zweigeschossiger, giebelständiger Steilsatteldachbau mit Sandsteinerdgeschoss und Fachwerkobergeschoss und -giebel, im Kern 2. Hälfte 16. Jahrhundert, 17./18. Jahrhundert | D-5-65-000-85           | BW |
| Königsplatz 33 a (Standort)                                                      | Ehemalige Scheune                                                                                        | Zweigeschossiger, traufseitiger Steilsatteldachbau mit Sandsteinerdgeschoss, Fachwerkobergeschoss und -giebel und Zwerchhaus, im Kern 2. Hälfte 16. Jahrhundert, 17. Jahrhundert | D-5-65-000-86           | BW |
| Königstraße 1 (Standort)                                                         | Bürgerhaus                                                                                               | Viergeschossiger, giebelständiger und verputzter Satteldachbau, 18. Jahrhundert | D-5-65-000-86           | weitere Bilder                                                                                           |
| Königstraße 2 (Standort)                                                         | Bürgerhaus                                                                                               | Dreigeschossiger, verputzter Walmdachbau mit Zwerchhaus, 1. Hälfte 18. Jahrhundert, Umbau um 1750, Neurenaissance-Fenstereinrahmungen wohl Ende 19. Jahrhundert | D-5-65-000-87           | weitere Bilder                                                                                           |
| Königstraße 3 (Standort)                                                         | Bürgerhaus                                                                                               | Zweigeschossiger, giebelständiger Steilsatteldachbau mit reicher Putzgliederung, dendro.dat. 1478, Putzfassade 19. Jahrhundert | D-5-65-000-88           | weitere Bilder                                                                                           |
| Königstraße 5 (Standort)                                                         | Ehemals Brauhaus, Bürgerhaus                                                                             | Zweigeschossiger, giebelständiger Steilsatteldachbau mit Sandsteinerdgeschoss und Fachwerkobergeschoss und -giebel, dendro.dat. 1458, 17. Jahrhundert, Rückgebäude, zweigeschossiger Fachwerkbau mit Satteldach, wohl 18. Jahrhundert | D-5-65-000-89           | weitere Bilder                                                                                           |
| Königstraße 5 (Standort)                                                         | Rückgebäude                                                                                              | Zweigeschossiger Fachwerkbau mit Satteldach, wohl 18. Jahrhundert | D-5-65-000-89           | BW |
| Königstraße 7 (Standort)                                                         | Bürgerhaus                                                                                               | Zweigeschossiger, giebelständiger Steilsatteldachbau, im Kern Fachwerkbau, dendro.dat. 1367, um 1500, 17. Jahrhundert | D-5-65-000-90           | weitere Bilder                                                                                           |
| Königstraße 7 (Standort)                                                         | Ehemaliges Wirtschaftsgebäude                                                                            | Zweigeschossiger Fachwerkbau mit Satteldach, 18. Jahrhundert, 1898 erneuert | D-5-65-000-90           | BW |
| Königstraße 8 (Standort)                                                         | Wohn- und Geschäftshaus                                                                                  | Zweigeschossiger, giebelständiger und verputzter Steilsatteldachbau mit Fachwerkgiebelspitze, Aufzugsdächlein und vorkragender Traufe, im Kern 2. Hälfte 16. Jahrhundert, 18. Jahrhundert | D-5-65-000-91           | weitere Bilder                                                                                           |
| Königstraße 9 (Standort)                                                         | Bürgerhaus                                                                                               | Dreigeschossiger Walmdachbau mit Fachwerkobergeschoss und -zwerchhaus, im Kern vor 1550, 18. Jahrhundert | D-5-65-000-92           | weitere Bilder                                                                                           |
| Königstraße 11 (Standort)                                                        | Ehemaliges Brauhaus                                                                                      | Zweigeschossiger, giebelständiger Steilsatteldachbau mit Fachwerkobergeschoss und -giebel, dendro.dat. 1403, Giebel 18./19. Jahrhundert | D-5-65-000-93           | weitere Bilder                                                                                           |
| Königstraße 13 (Standort)                                                        | Bürgerhaus und Bäckerei                                                                                  | Schmaler dreigeschossiger, giebelständiger Steilsatteldachbau mit Aufzugsdächlein und Fachwerkobergeschoss und -giebel, vor 1600 | D-5-65-000-94           | weitere Bilder                                                                                           |
| Königstraße 14 (Standort)                                                        | Bürgerhaus in Ecklage                                                                                    | Zweigeschossiger, traufseitiger Steilsatteldachbau mit Fachwerkobergeschoss und -giebel, dendro.dat. 1513 | D-5-65-000-95           | weitere Bilder                                                                                           |
| Königstraße 19, Südliche Mauerstraße 8 a (Standort)                              | Bürgerhaus in Ecklage                                                                                    | Zweigeschossiger Sandsteinquaderbau mit Walmdach, Zwerchhäusern und rustizierten Lisenen, barock, 1. Hälfte 18. Jahrhundert | D-5-65-000-96           | weitere Bilder                                                                                           |
| Südliche Mauerstraße 8 a (Standort)                                              | Ehemaliges Wirtschaftsgebäude im Hof                                                                     | Langgestreckter, zweigeschossiger Sandsteinquaderbau mit Satteldach und Aufzugsgiebeln, 18. Jahrhundert | D-5-65-000-96           | weitere Bilder                                                                                           |
| Königstraße 20 (Standort)                                                        | Ehemaliger Gasthof                                                                                       | Dreigeschossiger, verputzter Walmdachbau mit Fachwerkobergeschoss, 18. Jahrhundert | D-5-65-000-97           | weitere Bilder                                                                                           |
| Königstraße 22, 22 a (Standort)                                                  | Bürgerhaus                                                                                               | Zweigeschossiger, traufseitiger und verputzter Steilsatteldachbau mit Zwerchhaus, im Kern 16./17. Jahrhundert | D-5-65-000-98 Wikidata  | weitere Bilder                                                                                           |
| Königstraße 22, 22 a (Standort)                                                  | Rückgebäude                                                                                              | Zweigeschossiger Satteldachbau mit Fachwerkobergeschoss und -zwerchhaus, wohl 18. /19. Jahrhundert | D-5-65-000-98 Wikidata  | Rückgebäude                                                                                              |
| Königstraße 22, 22 a (Standort)                                                  | Scheune im Hof                                                                                           | Zweigeschossiger Fachwerkbau mit Satteldach, Aufzugserker und Altane, vor 1500 | D-5-65-000-98 Wikidata  | Scheune im Hof                                                                                           |
| Limbacher Straße 31 (Standort)                                                   | Ehemalige Fabrikantenvilla                                                                               | Zweigeschossiger Walmdachbau mit Putzgliederung, geschweiftem Zwerchgiebel, Erkern und Eckerkerturm mit Spitzhelm, in Neurenaissanceformen, bez. 1904 | D-5-65-000-277          | BW |
| Lindenstraße 2 b (Standort)                                                      | Zweifamilienhaus                                                                                         | Bbreit gelagerter, zweigeschossiger und verputzter Walmdachbau mit Mittelrisalit, in expressionistisch geprägter Gestaltung der Neuen Sachlichkeit, 1929 | D-5-65-000-298          | BW |
| Lindenstraße 6 (Standort)                                                        | Einfamilienhaus                                                                                          | Villenartiger, zweigeschossiger und verputzter Walmdachbau mit Eckbodenerker, reduziert historisierend, von Mathias Thäter, 1926 | D-5-65-000-299          | BW |
| Lindenstraße 10 (Standort)                                                       | Architektenwohnhaus                                                                                      | Zweigeschossiger, verputzter Walmdachbau auf hohem Sockelgeschoss mit Runderkern und verschiefertem Zwerchgiebel, von Mathias Thäter für sich selber, 1911 | D-5-65-000-320          | BW |
| Lindenstraße 12 (Standort)                                                       | Gartenhäuschen                                                                                           | Kleiner Putzbau mit Zeltdach, gleichzeitig | D-5-65-000-320          | BW |
| Lindenstraße 12 (Standort)                                                       | Einfriedung                                                                                              | Verputzte Steinmauer mit Lattenzaun und steinernem Portal, bez. 1911/12 | D-5-65-000-320          | BW |
| Lindenstraße 16 (Standort)                                                       | Villa | Zweigeschossiger, verputzter Mansardwalmdachbau mit Zwerchhäusern, Erker- und Balkonanbauten, barockisierender Heimatstil, bez. 1912 | D-5-65-000-296          | BW |
| Lindenstraße 16 (Standort)                                                       | Garten                                                                                                   | gleichzeitig | D-5-65-000-296          | BW |
| Lindenstraße 16 (Standort)                                                       | Gartenpavillon                                                                                           | Kleiner, verputzter Massivbau mit Mansardwalmdach, barockisierend, gleichzeitig | D-5-65-000-296          | BW |
| Lindenstraße 16 (Standort)                                                       | Einfriedung                                                                                              | Betonmauer, gleichzeitig | D-5-65-000-296          | BW |
| Ludwigstraße 1, 3 (Standort)                                                     | Ehemalige Klostergebäude, sogenannter Mönchshof                                                          | breit gelagerter, zweigeschossiger Sandsteinquaderbau mit Walmdach und Lisenengliederung, spätbarock, 1793, Wappenstein bez. 1535 | D-5-65-000-99           | weitere Bilder                                                                                           |
| Ludwigstraße 2 (Standort)                                                        | Ehemaliger Gutshof, sogenannter Widemhof                                                                 | Zweigeschossiger, giebelständiger Steilsatteldachbau mit Aufzugsdächlein und Fachwerkobergeschoss und -giebel, im Kern um 1500, 16./17. Jahrhundert | D-5-65-000-100          | weitere Bilder                                                                                           |
| Ludwigstraße 4 (Standort)                                                        | Bürgerhaus                                                                                               | Zweigeschossiger, giebelständiger und verputzter Steilsatteldachbau mit Aufzugsdächlein und Ecklisenen, wohl Fachwerk, 17. Jahrhundert | D-5-65-000-102          | weitere Bilder                                                                                           |
| Ludwigstraße 5 (Standort)                                                        | Ehemaliger Getreidekasten                                                                                | Zweigeschossiger, giebelständiger Satteldachbau mit Fachwerkobergeschoss und -giebel, im Kern um 1550, 17./18. Jahrhundert | D-5-65-000-103          | weitere Bilder                                                                                           |
| Ludwigstraße 5 (Standort)                                                        | Ehemalige Zehentscheune                                                                                  | Eingeschossiger Fachwerk- und verputzter Sandsteinbau mit Halbwalmdach, im Kern, um 1550, Dach 17. Jahrhundert, ehemals zum Mönchshof gehörig, siehe Ludwigstraße 1, 3 | D-5-65-000-103          | BW |
| Ludwigstraße 6 (Standort)                                                        | Bürgerhaus                                                                                               | Zweigeschossiger, traufseitiger Steilsatteldachbau mit Fachwerkobergeschoss und -zwerchhaus, dendro. dat. 1626, Umbau 1863 | D-5-65-000-104          | weitere Bilder                                                                                           |
| Ludwigstraße 8 (Standort)                                                        | Ehemals Bäckerei, dann Bürgerhaus                                                                        | Zweigeschossiger, giebelständiger Steilsatteldachbau mit Aufzugsdächlein und Fachwerkgiebel, Umbau durch Johann David Steingruber, bez. 1739 | D-5-65-000-105          | weitere Bilder                                                                                           |
| Ludwigstraße 10 (Standort)                                                       | Bürgerhaus in Ecklage                                                                                    | Zweigeschossiger, giebelständiger und verputzter Steilsatteldachbau mit seitlichem Zwerchhaus und Lisenen, bez. 1782, im Kern wohl älter | D-5-65-000-106          | weitere Bilder                                                                                           |
| Ludwigstraße 15 (Standort)                                                       | Katholische Pfarrkirche St. Sebald                                                                       | Sandsteinquaderbau mit Satteldach, Turmaufsatz mit Spitzhelm und nördlich angebautem, gerichtet oktogonalem Erweiterungsbau mit Walmdach und eingezogenem Chor, flachgedeckte Saalbauten, Erweiterung mit Stichkappen, Altbau neuromanisch, von Alphons Kohler, 1848–50, neubarocke Erweiterung von Otto Schulz, 1923–26, mit Ausstattung. | D-5-65-000-108          | weitere Bilder                                                                                           |
| Ludwigstraße 17 (Standort)                                                       | Ehemals Schulhaus, jetzt katholisches Pfarrhaus                                                          | Zweigeschossiger Sandsteinquaderbau mit Walmdach, 1851 | D-5-65-000-109          | BW |
| Martin-Luther-Platz 1 (Standort)                                                 | Evangelisch-lutherisches Dekanat                                                                         | Zweigeschossiger Sandsteinquaderbau mit Walmdach, Eckrustika und flachem Mittelrisalit mit Zwerchhaus, barock, von Johann David Steingruber, 1744/45 | D-5-65-000-110          | weitere Bilder                                                                                           |
| Martin-Luther-Platz 1 (Standort)                                                 | Rückgebäude, ehemals Kapitelhaus                                                                         | Zweigeschossiger Walmdachbau mit Fachwerkobergeschoss, Obergeschoss 18. Jahrhundert | D-5-65-000-110          | Rückgebäude, ehemals Kapitelhaus                                                                         |
| Martin-Luther-Platz 2 (Standort)                                                 | Evangelisch-lutherische Stadtpfarrkirche St. Johannes d. T. und St. Martin                               | Spätgotischer Sandsteinquaderbau mit Steilsatteldach, Strebepfeilern, westlichem Turm mit Spitzhelm und eingezogenem Chor mit 5/8-Schluss und Kreuzrippengewölbe, dreischiffige, kreuzrippengewölbte Staffelhalle mit Rundpfeilern und westlicher Orgelempore, von Heinrich Kugler, Chor und östliches Langhaus Anfang 15. Jahrhundert dendro. dat. 1418/19, Langhauserweiterung vor 1470, weitere Veränderungen um 1470/75 und 1485, Turm 1471, Sakristei 1. Viertel 15. Jahrhundert, Aufstockungen bis 1470 und um 1470/75, St. Annakapelle 1507, mit Ausstattung | D-5-65-000-111          | weitere Bilder                                                                                           |
| Martin-Luther-Platz 5 (Standort)                                                 | Wohn- und Geschäftshaus                                                                                  | Zweigeschossiger, traufseitiger und verputzter Steilsatteldachbau mit Zwerchhaus und rustizierten Lisenen, barock, 1793 | D-5-65-000-112          | weitere Bilder                                                                                           |
| Martin-Luther-Platz 5 (Standort)                                                 | Ehemalige Scheune                                                                                        | Fachwerkbau mit westlichem Halbwalm, vor 1550 | D-5-65-000-112          | BW |
| Martin-Luther-Platz 7 (Standort)                                                 | Mesnerhaus                                                                                               | Zweigeschossiger, giebelständiger Steilsatteldachbau mit Fachwerkgiebel, im Kern 15. Jahrhundert, vor 1550, 2. Hälfte 16. Jahrhundert | D-5-65-000-113          | BW |
| Martin-Luther-Platz 15 (Standort)                                                | Ehemals Gasthaus                                                                                         | Dreigeschossiger, verputzter Walmdachbau mit Zwerchhaus und Durchfahrt, Putzfassade, 1. Hälfte 19. Jahrhundert, mit älterem Kern | D-5-65-000-115          | weitere Bilder                                                                                           |
| Martin-Luther-Platz 15, Südliche Mauerstraße (Standort)                          | Fachwerkscheune                                                                                          | Auf Sandsteinsockel, 18./19. Jahrhundert | D-5-65-000-115          | weitere Bilder                                                                                           |
| Martin-Luther-Platz 17 (Standort)                                                | Bürgerhaus in Ecklage                                                                                    | Zweigeschossiger, giebelständiger Steilsatteldachbau mit Fachwerkobergeschoss und -giebel, 17. Jahrhundert | D-5-65-000-116          | weitere Bilder                                                                                           |
| Mühlgasse 6 (Standort)                                                           | Bürgerhaus                                                                                               | Zweigeschossiger, verputzter Mansardwalmdachbau, 18. Jahrhundert | D-5-65-000-117          | weitere Bilder                                                                                           |
| Münzgasse 3, 3 a (Standort)                                                      | Ehemalige Münzstätte                                                                                     | Dreigeschossiger Sandsteinquaderbau mit Walmdach und Durchfahrt, aus- und umgebaut durch Johann David Steingruber, 1733–34, Aufstockung und Umbau 1907 | D-5-65-000-118          | weitere Bilder                                                                                           |
| Münzgasse 5 (Standort)                                                           | Ehemalige Münze                                                                                          | Zweigeschossiger, verputzter Walmdachbau mit Putzgliederung und erdgeschossigem Flügel am Mühlbach, barock, bez. 1734 | D-5-65-000-119          | weitere Bilder                                                                                           |
| Neue Gasse 4 (Standort)                                                          | Bürgerhaus                                                                                               | Dreigeschossiger, verputzter Mansarddachbau mit seitlicher Schieferverkleidung, um 1821 | D-5-65-000-120 Wikidata | Bürgerhaus                                                                                               |
| Neue Gasse 6 (Standort)                                                          | Wohnhaus                                                                                                 | Kleiner, zweigeschossiger und giebelständiger Fachwerkbau mit Steilsatteldach, bez. 1531 | D-5-65-000-121 Wikidata | Wohnhaus                                                                                                 |
| Neutorstraße 1 (Standort)                                                        | Ehemaliges Brauhaus                                                                                      | Zweigeschossiger, giebelständiger Steilsatteldachbau mit Fachwerkobergeschoss und -giebel, im Kern vor 1500, Umbau 1846, rückseitig angebaut Lichtspieltheater Luna, Saalbau mit Empore und Foyer, von Fritz Walter, 1927 | D-5-65-000-122          | weitere Bilder                                                                                           |
| Neutorstraße 4 (Standort)                                                        | Bürgerhaus                                                                                               | Zweigeschossiger, verputzter Walmdachbau mit Zwerchhaus und Ecklisenen, 2. Hälfte 18. Jahrhundert | D-5-65-000-123          | weitere Bilder                                                                                           |
| Neutorstraße 5 (Standort)                                                        | Bürgerhaus                                                                                               | Schmaler zweigeschossiger, giebelständiger Satteldachbau mit Fachwerkobergeschoss und -giebel, 18. Jahrhundert | D-5-65-000-124          | weitere Bilder                                                                                           |
| Neutorstraße 9 (Standort)                                                        | Bürgerhaus                                                                                               | Dreigeschossiger, verputzter Walmdachbau mit Hofflügel, im Kern Fachwerk, dendro.dat. 1531, 1703, 1762/63 und 1793/94 | D-5-65-000-311          | weitere Bilder                                                                                           |
| Nördliche Mauerstraße 23 (Standort)                                              | Wohnhaus                                                                                                 | Zweigeschossiger, traufseitiger Satteldachbau mit Fachwerkobergeschoss und Fachwerkaufbau an der östlichen Traufseite, 1691, Aufbau 1713 | D-5-65-000-127          | weitere Bilder                                                                                           |
| Nördliche Mauerstraße 25 (Standort)                                              | Bürgerhaus                                                                                               | Zweigeschossiger, traufseitiger Satteldachbau mit verputztem Fachwerkobergeschoss und -giebel, 1718 | D-5-65-000-128          | weitere Bilder                                                                                           |
| Nördliche Ringstraße 1 a (Standort)                                              | Mietshaus                                                                                                | Zweigeschossiger, traufseitiger Satteldachbau mit rustiziertem Erdgeschoss, Putzgliederung und Zwerchhaus, Neurenaissance, von Johann Carl, 1891/92 | D-5-65-000-278          | BW |
| Nördliche Ringstraße 1 b (Standort)                                              | Mietshaus                                                                                                | Dreigeschossiger, traufseitiger Satteldachbau mit Zwerchgiebel, rustiziertem Erdgeschoss und Putzgliederung, Neurenaissance, von Johann Carl, 1891/92 | D-5-65-000-279          | weitere Bilder                                                                                           |
| Nördliche Ringstraße 7 (Standort)                                                | Wohnhaus                                                                                                 | Zweigeschossiger, verputzter Massivbau mit Walmdach und Dacherker, 1751 | D-5-65-000-129          | weitere Bilder                                                                                           |
| Nördliche Ringstraße 9 (Standort)                                                | Ehemaliges Gaswerk                                                                                       | Zwei langgestreckte, parallelgestellte Bauten, der westliche zweigeschossig in Backstein mit Satteldach, Sandsteineinfassungen und Stufengiebel, der östliche ein- bis zweigeschossig und verputzt, durch Hanglage gestaffelt mit Satteldächern und Sandsteinlisenen, in neugotischen Formen, von Johann Carl, 1862- 69 | D-5-65-000-130          | weitere Bilder                                                                                           |
| Nördliche Ringstraße 11 a (Standort)                                             | Wohnhaus                                                                                                 | Zweigeschossiger, traufseitiger Backsteinbau mit Sandsteingliederung, Satteldach und Mittelrisalit mit Zwerchgiebel, Neurenaissance, wohl von Johann Carl, bez. 1897 | D-5-65-000-280          | weitere Bilder                                                                                           |
| Nördliche Ringstraße 17 (Standort)                                               | Ehemaliges Schießhaus, dann evang.-luth. Pfarrhaus                                                       | Zweigeschossiger, verputzter Walmdachbau mit Mittelrisaliten, Zwerchhäusern und Eckrustika, spätbarock, von Johann David Steingruber, 1767/68 | D-5-65-000-131          | weitere Bilder                                                                                           |
| Nürnberger Straße 1 (Standort)                                                   | Bürgerhaus                                                                                               | Dreigeschossiger, verputzter Eckbau mit Walmdach und Zwerchhaus, 1742 | D-5-65-000-132          | weitere Bilder                                                                                           |
| Nürnberger Straße 2 (Standort)                                                   | Ehemals Färberei und Mietshaus                                                                           | Dreigeschossiger, verputzter Mansardwalmdachbau mit Mittelrisalit und Rustikaportal, barock, bez. 1735, rückwärtig Satteldachanbau, um 1710 | D-5-65-000-133          | weitere Bilder                                                                                           |
| Nürnberger Straße 3 (Standort)                                                   | Bürgerhaus                                                                                               | Zweigeschossiger, giebelständiger und verputzter Steilsatteldachbau mit Eckerkertürmchen, im Kern Fachwerkbau, vor 1500, 1748, Aufstockung 19. Jahrhundert, Eckerkertürmchen um 1900 | D-5-65-000-134          | weitere Bilder                                                                                           |
| Nürnberger Straße 10 (Standort)                                                  | Bürgerhaus                                                                                               | Dreigeschossiger Walmdachbau mit rustiziertem Sandsteinerdgeschoss, Obergeschosse in Backstein mit Sandsteingliederung und mittigem Erker, Neurenaissance, 1892 | D-5-65-000-135          | weitere Bilder                                                                                           |
| Nürnberger Straße 12 (Standort)                                                  | Bürgerhaus                                                                                               | Zweigeschossiger, verputzter Fachwerkbau mit Steilsatteldach und Aufzugsdächlein, im Kern um 1400, 17./18. Jahrhundert | D-5-65-000-136          | weitere Bilder                                                                                           |
| Nürnberger Straße 14 (Standort)                                                  | Bürgerhaus                                                                                               | Zweigeschossiger, giebelständiger Steilsatteldachbau mit verputztem Fachwerkobergeschoss, 1. Hälfte 18. Jahrhundert | D-5-65-000-137          | weitere Bilder                                                                                           |
| Nürnberger Straße 17 (Standort)                                                  | Mietswohnhaus, ehem. Malzhaus                                                                            | dreigeschossiger, verputzter Fachwerkbau mit Steilsatteldach, frühes 16. Jh., Umbau zum Wohnhaus 2. Hälfte 18. Jh.; in Ecklage | D-5-65-000-550          | BW |
| Nürnberger Straße 18 (Standort)                                                  | Bürgerhaus                                                                                               | Dreigeschossiger, verputzter Eckbau mit Walmdach und Zwerchhaus, 1817/18 | D-5-65-000-138          | weitere Bilder                                                                                           |
| Nürnberger Straße 22 (Standort)                                                  | Ehemals Brauerei                                                                                         | Zwei- und dreigeschossiger Traufseitbau mit Satteldach, dendro. dat. 1692/93, straßenseitige Aufstockung 1896/97, Umbauten um 1900, Bierkeller, verm. barockzeitlich | D-5-65-000-434          | weitere Bilder                                                                                           |
| Nürnberger Straße 28 (Standort)                                                  | Bürgerhaus                                                                                               | Dreigeschossiger, verputzter Walmdachbau mit Lisenengliederung, 2. Hälfte 18. Jahrhundert | D-5-65-000-139          | weitere Bilder                                                                                           |
| Nürnberger Straße 30 (Standort)                                                  | Ehemals Brauereigasthaus                                                                                 | Zweigeschossiger, traufseitiger und verputzter Steilsatteldachbau mit Zwerchhaus und seitlichem Anbau, 18. Jahrhundert | D-5-65-000-141          | weitere Bilder                                                                                           |
| Nürnberger Straße 33 (Standort)                                                  | Wohnhaus in Ecklage                                                                                      | Zweigeschossiger Flachwalmdachbau auf hohem Sockelgeschoss mit rustiziertem Erdgeschoss, backsteinsichtigem Obergeschoss, flachem Mittelrisalit mit Zwerchgiebel und Eckerkerturm, Neurenaissance, von Johann Carl, um 1890, Einfriedung, Pfeilgitterzaun, gleichzeitig | D-5-65-000-142          | BW |
| Nürnberger Straße 34, 36 (Standort)                                              | Ehemals Gasthaus, Doppelhaus in Ecklage                                                                  | Verputzter Walmdachbau, 18. Jahrhundert, Aufstockung und gemeinsames Walmdach 1829/30 | D-5-65-000-143          | weitere Bilder                                                                                           |
| Nürnberger Straße 37 (Standort)                                                  | Ehemaliges Bauernhaus                                                                                    | Zweigeschossiger, traufseitiger Walmdachbau mit Fachwerkobergeschoss und -zwerchhaus, 18. Jahrhundert | D-5-65-000-144          | BW |
| Penzendorfer Straße 13 (Standort)                                                | Ehemalige Kattunfabrik                                                                                   | Zweigeschossiger, dreiflügeliger und verputzter Mansardwalmdachbau mit Eckrustika und viergeschossigem Mittelteil mit Walmdach, barock, 1716 | D-5-65-000-145          | BW |
| Penzendorfer Straße 19, 23, 25, 27 (Standort)                                    | Reste des ehemaligen Fabrikhofs der Kattunfabrik                                                         | Teile des ehemals Weberhaus Nr. 25, 27, langgestreckter, zweigeschossiger, traufseitiger Satteldachbau mit Fachwerkobergeschoss, 1716, mit jüngeren Ausbauten und Umbauten der ehemaligen Stadel, ehemals Weberwohnhaus bzw. Spinnhaus, ehemals mit Durchgang zum Mühlbach Nr. 19, zweigeschossiger, traufseitiger Satteldachbau mit Mittelrisalit, 1786/87, ehemals Pferdestall mit Kutscherwohnung Nr. 23, erdgeschossiger Satteldachbau, im Keller bez. 1790 | D-5-65-000-281          | BW |
| Penzendorfer Straße 32 (Standort)                                                | Villenartiges Mietshaus                                                                                  | Zweigeschossiger, traufseitiger Sichtziegelbau mit Halbwalmdach, Mittelrisalit und hölzernen Erkern, reich gegliedert im Stil der Neurenaissance, von Leonhardt Schönberger, 1908 | D-5-65-000-283          | BW |
| Penzendorfer Straße 32 (Standort)                                                | Rückgebäude, ehemals Goldschlägerwerkstatt                                                               | Erdgeschossiger, traufseitiger Backsteinbau mit Satteldach, gleichzeitig | D-5-65-000-283          | BW |
| Penzendorfer Straße 49 (Standort)                                                | Reihenhaus der Baugenossenschaftssiedlung Gartenheim                                                     | Erdgeschossiger, verputzter Gruppenbau mit giebelständigen Seitenflügeln mit Steilsatteldächern, 1908/11, siehe auch Penzendorfer Straße 51, 53, 55, 57, 57a, 57b, 57c | D-5-65-000-282          | BW |
| Penzendorfer Straße 51 (Standort)                                                | Reihenhaus der Baugenossenschaftssiedlung Gartenheim                                                     | Erdgeschossiger, verputzter Mansardwalmdachbau mit mittigem Zwerchhaus, 1908/11, siehe auch Penzendorfer Straße 49, 53, 55, 57, 57a, 57b, 57c | D-5-65-000-349          | BW |
| Penzendorfer Straße 53 (Standort)                                                | Reihenhaus der Baugenossenschaftssiedlung Gartenheim                                                     | Erdgeschossiger, verputzter Mansarddachbau mit Zwerchhaus, 1908/11, siehe auch Penzendorfer Straße 49, 51, 55, 57, 57a, 57b, 57c | D-5-65-000-350          | BW |
| Penzendorfer Straße 55 (Standort)                                                | Reihenhaus der Baugenossenschaftssiedlung Gartenheim                                                     | Erdgeschossiger, verputzter Gruppenbau mit giebelständigen Seitenflügeln mit Steilsatteldächern, 1908/11, siehe auch Penzendorfer Straße 49, 51, 53, 57, 57a, 57b, 57c | D-5-65-000-351          | BW |
| Penzendorfer Straße 57 (Standort)                                                | Reihenhaus der Baugenossenschaftssiedlung Gartenheim                                                     | Erdgeschossiger, verputzter Mansardwalmdachbau mit Zwerchhaus, 1908/11, siehe auch Penzendorfer Straße 49, 51, 53, 55, 57a, 57b, 57c | D-5-65-000-352          | BW |
| Penzendorfer Straße 57 a (Standort)                                              | Reihenhaus der Baugenossenschaftssiedlung Gartenheim                                                     | Erdgeschossiger, verputzter Mansardwalmdachbau mit Zwerchhaus, 1923, siehe auch Penzendorfer Straße 49, 51, 53, 55, 57, 57b, 57c | D-5-65-000-353          | BW |
| Penzendorfer Straße 57 b (Standort)                                              | Reihenhaus der Baugenossenschaftssiedlung Gartenheim                                                     | Erdgeschossiger, verputzter Mansardwalmdachbau mit Zwerchhäusern, 1923, siehe auch Penzendorfer Straße 49, 51, 53, 55, 57, 57a, 57c. | D-5-65-000-354          | BW |
| Penzendorfer Straße 57 c (Standort)                                              | Reihenhaus der Baugenossenschaftssiedlung Gartenheim                                                     | Erdgeschossiger, verputzter Mansardwalmdachbau mit Gauben, 1923, siehe auch Penzendorfer Straße 49, 51, 53, 55, 57, 57a, 57b. | D-5-65-000-355          | BW |
| Pfarrgasse 1 (Standort)                                                          | Wohnhaus                                                                                                 | Zweigeschossiger, traufseitiger und verputzter Fachwerkbau mit Steilsatteldach und Walmdachzwerchhaus, im Kern wohl 15. Jahrhundert, Ausbau 18./19. Jahrhundert | D-5-65-000-285          | BW |
| Pinzenberg 3 (Standort)                                                          | Wohnhaus                                                                                                 | Dreigeschossiger Walmdachbau mit Zwerchhaus und Putzgliederung, barock, 1725 | D-5-65-000-148          | weitere Bilder                                                                                           |
| Pinzenberg 6 (Standort)                                                          | Bürgerhaus                                                                                               | Zweigeschossiger, giebelständiger Steilsatteldachbau mit Aufzugsdächlein und verputztem Fachwerkobergeschoss und -giebel, 1698 | D-5-65-000-149          | weitere Bilder                                                                                           |
| Pinzenberg 7 (Standort)                                                          | Handwerkerhaus                                                                                           | Erdgeschossiger, traufseitiger und verputzter Mansarddachbau mit Zwerchhaus, zur Schulgasse hin zweigeschossig, 1728, bauliche Gruppe mit Pinzenberg 9/11 | D-5-65-000-150          | weitere Bilder                                                                                           |
| Pinzenberg 8 (Standort)                                                          | Bürgerhaus                                                                                               | Zweigeschossiger Walmdachbau mit verputztem Fachwerkobergeschoss, im Kern vor 1500 | D-5-65-000-284          | weitere Bilder                                                                                           |
| Pinzenberg 9 (Standort)                                                          | Handwerkerhaus                                                                                           | Erdgeschossiger, traufseitiger Mansarddachbau, rückseitig zur Schulgasse zweigeschossig mit Sandsteinerdgeschoss, 1728, bauliche Gruppe mit Pinzenberg 7/11 | D-5-65-000-151          | weitere Bilder                                                                                           |
| Pinzenberg 11 (Standort)                                                         | Handwerkerhaus                                                                                           | Erdgeschossiger, traufseitiger und verputzter Mansarddachbau mit Zwerchhaus, rückseitig zur Schulgasse zweigeschossig, 1728, bauliche Gruppe mit Pinzenberg 7/9 | D-5-65-000-152          | weitere Bilder                                                                                           |
| Pinzenberg 13 (Standort)                                                         | Wohnhaus                                                                                                 | Zweigeschossiger, giebelständiger Steilsatteldachbau mit traufseitigem Flügel, mit verputztem Fachwerkobergeschoss und -giebel, zur tieferliegenden Schulgasse viergeschossig, 1714 | D-5-65-000-153          | weitere Bilder                                                                                           |
| Pinzenberg 15 (Standort)                                                         | Wohnhaus                                                                                                 | Zweigeschossiger, giebelständiger und verputzter Steilsatteldachbau, zur Schulgasse dreigeschossig, im Kern Fachwerk, 1725 | D-5-65-000-300          | weitere Bilder                                                                                           |
| Pinzenberg 17 (Standort)                                                         | Wohnhaus                                                                                                 | Breit gelagerter, erdgeschossiger und giebelständiger Steilsatteldachbau mit verputztem Fachwerkgiebel, zur tieferliegenden Schulgasse zweigeschossig, 17./18. Jahrhundert | D-5-65-000-154          | weitere Bilder                                                                                           |
| Pinzenberg 18 (Standort)                                                         | Bürgerhaus                                                                                               | Zweigeschossiger, giebelständiger und verputzter Fachwerkbau mit Steilsatteldach, 1694, Putzgliederung 1. Hälfte 19. Jahrhundert | D-5-65-000-155          | weitere Bilder                                                                                           |
| Pinzenberg 20 (Standort)                                                         | Ehemals Gasthaus                                                                                         | Dreigeschossiger, traufseitiger und verputzter Steilsatteldachbau, Teile in Fachwerk, im Kern vor 1500, verändert 17./18. Jahrhundert, mehrgeschossige und weitverzweigte Kelleranlage, 17./18. Jahrhundert | D-5-65-000-156          | weitere Bilder                                                                                           |
| Pinzenberg 20 a (Standort)                                                       | Rückgebäude                                                                                              | Zweigeschossiger, traufseitiger Satteldachbau mit verputztem Fachwerkobergeschoss und -giebel und Fachwerklaube, 18. Jahrhundert | D-5-65-000-156          | weitere Bilder                                                                                           |
| Pinzenberg 23, 25 (Standort)                                                     | Bürgerhaus                                                                                               | Doppelhaus, zweigeschossiger, verputzter Mansardwalmdachbau mit Aufzugsgiebeln, 1725 | D-5-65-000-157          | weitere Bilder                                                                                           |
| Pinzenberg 24 (Standort)                                                         | Wohnhaus                                                                                                 | Zweigeschossiger, traufseitiger und verputzter Fachwerkbau mit Satteldach und Vortreppe, rückseitig freiliegendes Fachwerk, im Kern um 1500, verändert 18. Jahrhundert, Flügelbau, Fachwerk, 18. Jahrhundert | D-5-65-000-158          | weitere Bilder                                                                                           |
| Pinzenberg 36 (Standort)                                                         | Ehemaliges Gasthaus und Brauerei                                                                         | Dreigeschossiger, verputzter Mansarddachbau in Hanglage, mit Fachwerkobergeschossen und -giebel, 1702 | D-5-65-000-160          | weitere Bilder                                                                                           |
| Poujolsberg 3 (Standort)                                                         | Bürgerhaus                                                                                               | Dreigeschossiger, verputzter Eckbau mit Mansardwalmdach und rustizierten Ecklisenen, um 1735 | D-5-65-000-161          | weitere Bilder                                                                                           |
| Regelsbacher Straße 1 a (Standort)                                               | Villa | Zweigeschossiger, verputzter Walmdachbau mit Sockelgeschoss, Dacherkern und Loggien, von Mathias Thäter, 1910 | D-5-65-000-321          | BW |
| Reichswaisenhausstraße (Standort)                                                | Friedhof der Evang.-reform. Gemeinde                                                                     | 1686 angelegt, Friedhofsummauerung mit Rundbogenportal, Backsteinmauer mit Sandsteinlisenen, Portal wohl gleichzeitig, 19. Jahrhundert erneuert | D-5-65-000-166          | BW |
| Reichswaisenhausstraße 1 b (Standort)                                            | Amtsgebäude                                                                                              | Zweigeschossiger, verputzter Walmdachbau mit Mittelrisalit, Portikus und neubarocker Sandsteingliederung, um 1915 | D-5-65-000-165          | BW |
| Reichswaisenhausstraße 2 (Standort)                                              | Wohnhaus                                                                                                 | Zweigeschossiger Sandsteinquaderbau mit Walmdach und Eckrustika, 1741 | D-5-65-000-167          | BW |
| Reichswaisenhausstraße 3 m (Standort)                                            | Gartenhaus                                                                                               | Zweigeschossiger, achtseitiger und verputzter Zeltdachbau, um 1843 | D-5-65-000-286          | BW |
| Rohrersmühlstraße 20 (Standort)                                                  | Ehemaliges Mühlengebäude, sogenannte Rohrersmühle                                                        | Zweigeschossiger, giebelständiger und verputzter Sandsteinquaderbau mit Steilsatteldach, Rustikaportal und rustizierten Ecklisenen, bez. 1738 | D-5-65-000-168          | BW |
| Rohrersmühlstraße 21 (Standort)                                                  | Ehemaliges Mühlengebäude, sogenannte Rohrersmühle                                                        | Zweigeschossiger, zweiflügeliger Sandsteinquaderbau mit Satteldächern und Eckerker mit Spitzhelm, Südgiebel mit Vasenaufsätzen, Ostgiebel mit Schopfdächlein, in den Formen der deutschen Renaissance, 1893 Gartenpavillon, kleiner Sandsteinquader- und Holzbau mit Zeltdach, gleichzeitig. | D-5-65-000-169          | BW |
| Rohrersmühlstraße 22, 22 a, 24, 24 a (Standort)                                  | Ehemaliger Wirtschaftsflügel der Rohrersmühle                                                            | Hakenförmige Anlage von zweigeschossigen Sandsteinquaderbauten mit Steilsatteldach, Nr. 22 bez. 1889, Nr. 24 mit barockem Müllerwappen und bez. 1892 | D-5-65-000-307          | BW |
| Rosenbergerstraße 1 (Standort)                                                   | Giebelhaus                                                                                               | Zweigeschossiger, giebelständiger und verputzter Satteldachbau, 1675, Fassade wohl Anfang 19. Jahrhundert | D-5-65-000-170          | BW |
| Rosenbergerstraße 9 (Standort)                                                   | Ehemals Metzgerei                                                                                        | Erdgeschossiger, giebelständiger Steilsatteldachbau mit Fachwerkgiebel, im Kern vor 1500, verändert 17./18. Jahrhundert | D-5-65-000-172          | BW |
| Rosenbergerstraße 11 (Standort)                                                  | Ehemals Gasthof                                                                                          | Giebelständiger Satteldachbau mit verputztem Fachwerkgiebel und Aufzugsdächlein, Ende 17./Anfang 18. Jahrhundert, modern bez. 1701, Putzfassade wohl Mitte 19. Jahrhundert | D-5-65-000-173          | BW |
| Rother Straße 4 (Standort)                                                       | Ehemals Nadelfabrik                                                                                      | Wenglein-Herold Werk II, dreiteilige Fabrikanlage: Kopfbau, zweigeschossiger Sichtziegelbau mit Satteldach und Zwerchhaus, Mitteltrakt, erdgeschossiger, traufseitiger Sichtziegelbau mit Satteldach, teilweise erhöht, nordwestlich anschließend zweigeschossiger, traufseitiger Sichtziegelbau mit Satteldach und Zwerchgiebel, erster Bauabschnitt von Johann Carl, 1891, Erweiterung bis 1911 | D-5-65-000-268          | BW |
| Schillerplatz 1 (Standort)                                                       | Luitpoldschule                                                                                           | Dreigeschossiger, traufseitiger und verputzter Satteldachbau mit Sandsteinfensterrahmung und giebelständigen Seitenflügeln mit geschweiften Giebeln, Dachreitern und Risaliten | D-5-65-000-174          | BW |
| Schillerplatz 1 (Standort)                                                       | Luitpoldschule, Turnhalle                                                                                | Hofseitiger erdgeschossiger Satteldachbau mit Sandsteinfensterrahmung, geschweiften Giebeln und Dachreiter, sämtlich historisierend mit Jugendstilelementen, 1904/05 | D-5-65-000-174          | BW |
| Schulgasse 1 (Standort)                                                          | Bürgerhaus                                                                                               | Zweigeschossiger Walmdachbau mit Fachwerkobergeschoss und -zwerchhaus, 1724 | D-5-65-000-179          | weitere Bilder                                                                                           |
| Schulgasse 3 (Standort)                                                          | Wohnhaus                                                                                                 | zweigeschossiger, traufseitiger Fachwerkbau mit Satteldach und Zwerchhaus mit Satteldach, neu errichtet 1698, Zwerchhaus letztes Drittel 19. Jh. | D-5-65-000-468          | BW |
| Schulgasse 5 (Standort)                                                          | Bürgerhaus                                                                                               | Zweigeschossiger, giebelständiger Steilsatteldachbau mit verputztem Fachwerkobergeschoss und -giebel, 1686 | D-5-65-000-180          | Bürgerhaus                                                                                               |
| Schulgasse 11 (Standort)                                                         | Gasthaus                                                                                                 | Zweigeschossiger Eckbau mit Steilsatteldach und vorkragendem Fachwerkobergeschoss, Aufzugsdächlein und rückwärtigen Anbauten, 1708 | D-5-65-000-181          | weitere Bilder                                                                                           |
| Schulgasse 15 (Standort)                                                         | Ehemals Brauhaus, jetzt Wohnhaus                                                                         | Verputzter Eckbau mit Walmdach und rückseitigem Fachwerkgiebel, 18. Jahrhundert | D-5-65-000-182          | weitere Bilder                                                                                           |
| Schwabach (Standort)                                                             | Brücke, sogenannte Neubaubrücke                                                                          | Zweibogiger Sandsteinquaderbau mit Treppenanstiegen von der Wöhrwiese zur Boxlohe, 1880, im Kern älter, zum Teil erneuert | D-5-65-000-226          | weitere Bilder                                                                                           |
| Schwabach, Nördliche Mauerstraße (Standort)                                      | Eisensteg, sogenannter Ausflusssteg                                                                      | Stahlbrücke aus Fachwerkträgern mit genieteten Profilen, von der Firma Decker, 1878 | D-5-65-000-269          | weitere Bilder                                                                                           |
| Seminarstraße 2 (Standort)                                                       | Ehemaliges Rentamt                                                                                       | zweiflügeliger, zweigeschossiger Sandsteinquaderbau mit Walmdach, 1737, Nordflügel 1780, zu Wittelsbacherstraße 1 gehörig | D-5-65-000-183          | BW |
| Silbergasse 1 (Standort)                                                         | Bürgerhaus                                                                                               | Zweigeschossiger, traufseitiger und verputzter Satteldachbau mit Aufzugsgaube, 1. Hälfte 18. Jahrhundert | D-5-65-000-184          | weitere Bilder                                                                                           |
| Silbergasse 2 (Standort)                                                         | Ehemals Brauereigasthaus                                                                                 | Zweigeschossiger, verputzter Walmdachbau mit Zwerchhaus, errichtet vor 1739, Umbau dendro.dat. 1827/28 | D-5-65-000-185          | weitere Bilder                                                                                           |
| Silbergasse 3 (Standort)                                                         | Wohnhaus                                                                                                 | Zweigeschossiger, verputzter Walmdachbau mit Dachgauben, 1692 | D-5-65-000-186          | weitere Bilder                                                                                           |
| Silbergasse 6 (Standort)                                                         | Bürgerhaus                                                                                               | Zweigeschossiger, giebelständiger Steilsatteldachbau mit Fachwerkobergeschoss, -giebel und -dacherker, Ende 17./Anfang 18. Jahrhundert, mit Wasserstandsmarke 1732 | D-5-65-000-187          | weitere Bilder                                                                                           |
| Silbergasse 7 (Standort)                                                         | Bürgerhaus und ehemalige Korrektionsanstalt                                                              | Dreigeschossiger, giebelständiger und verputzter Satteldachbau mit Aufzugsdächlein, 17./18. Jahrhundert, Mitte 19. Jahrhundert verändert | D-5-65-000-288          | BW |
| Spalter Straße 1, 3, 5, 7, 9, 11, 13, 15, 17, 19, 21 (Standort)                  | Ehemalige Stallungen der Kaserne Auf der Reit bzw. O’Brien Barracks                                      | Erdgeschossiger, zweiflügeliger und verputzter Walmdachbau, im westlichen Flügel gotisierende ehemals Kapelle mit Turmanbau für die O’Brien Barracks, 1934/35 bzw. 1941, Kapelleneinbau 1950/60 | D-5-65-000-317          | BW |
| Spalter Straße 6, 8 (Standort)                                                   | Ehemaliges Kasino der Kaserne Auf der Reit bzw. O’Brien Barracks                                         | Verputzter Baukomplex über H-förmigem Grundriss mit zweigeschossigen Seitenflügeln mit Walmdach und Eckrustika, um 1935/40, in Dachstuhl bez. 1943 | D-5-65-000-318          | BW |
| Spitalberg (Standort)                                                            | Evangelisch-lutherische Spitalkirche St. Antonius und St. Elisabeth                                      | Saalkirche in Sandsteinquadern mit Satteldach, eingezogenem, dreiseitig geschlossenem Chor und seitlichem Turm mit Spitzhelm, flachgedecktes Langhaus mit umlaufender Empore und Chor mit Sterngewölbe, Chor 1404, Langhaus 1755/56, Turm 1885, mit Ausstattung | D-5-65-000-191          | weitere Bilder                                                                                           |
| Spitalberg 6 (Standort)                                                          | Bürgerhaus                                                                                               | Zweigeschossiger, giebelständiger und verputzter Steilsatteldachbau, 18. Jahrhundert, Putzfassade wohl 2. Drittel 19. Jahrhundert | D-5-65-000-189          | BW |
| Spitalberg 11 (Standort)                                                         | Ehemaliger Getreidespeicher für das Spital                                                               | Dreigeschossiger, traufseitiger Satteldachbau mit Sandsteinerdgeschoss, Obergeschosse und Giebel und Zwerchhaus in Fachwerk, 1820 | D-5-65-000-190          | BW |
| Stadtparkstraße 5 (Standort)                                                     | Wohnhaus                                                                                                 | Freistehender, zweigeschossiger Walmdachbau mit Putzgliederung, spätklassizistisch, 2. Hälfte 19. Jahrhundert | D-5-65-000-192 Wikidata | weitere Bilder                                                                                           |
| Südliche Mauerstraße (Standort)                                                  | Ehemalige Mälzerei                                                                                       | Erdgeschossiger, traufseitiger Backsteinbau mit Mansarddach und Aufzugserker, als Nebengebäude von Zöllnertorstraße 12 errichtet, 1822–29, mit Teilen der ehemaligen Stadtmauer | D-5-65-000-325          | BW |
| Südliche Mauerstraße 2 b (Standort)                                              | Rückgebäude                                                                                              | Erdgeschossiger, traufseitiger Steilsatteldachbau mit Fachwerkgiebel und Dachhaus, 18. Jahrhundert, zu Martin-Luther-Platz 13 gehörig | D-5-65-000-114          | BW |
| Südliche Mauerstraße 9 (Standort)                                                | Wohnhaus                                                                                                 | Sandsteinquaderbau, 1862 neu errichtet Mit südlichem und nördlichem Vorgarten, Einfriedungen von 1893 Am Südgiebel ebenerdig Halbfigur aus Stein des Johann Michael Käser, wohl 18. Jahrhundert Zugehörig ehemaliger Sommerkeller, wohl Ende 17. Jahrhundert Am Südeingang zum Grundstück Reste der ehemaligen Stadtmauer | D-5-65-000-302          | weitere Bilder                                                                                           |
| Südliche Mauerstraße 11 (Standort)                                               | Ehemaliger Brauerei-Gasthof                                                                              | Zweigeschossiger Sandsteinquaderbau in Ecklage, mit Steilsatteldach und Giebelzinne, 1862, Aufstockung 1864 | D-5-65-000-197          | weitere Bilder                                                                                           |
| Südliche Mauerstraße 11 b (Standort)                                             | Ehemaliges Brauereigebäude                                                                               | Zweigeschossiger Sandsteinquaderbau mit Satteldach, bez. 1881, im Kern wohl älter, Umbau 1989, zugehörig mittelalterliches Gang- und Kellersystem, Haus- und Eiskeller 1862–1869, 1885 | D-5-65-000-197          | weitere Bilder                                                                                           |
| Petzoldtstraße 10 (Standort)                                                     | Ehemalige Fassremise                                                                                     | Erdgeschossiger Sandsteinquaderbau mit Satteldach und Toreinfahrt, 1883, grundlegender Umbau 1885/86 | D-5-65-000-197          | weitere Bilder                                                                                           |
| Südliche Mauerstraße 11, Petzoldtstraße 10, Südliche Mauerstraße 11 b (Standort) | Einfriedung                                                                                              | Verputzte Steinmauer, wohl 2. Hälfte 19. Jahrhundert | D-5-65-000-197          | BW |
| Südliche Ringstraße 3, 5 (Standort)                                              | Miethausgruppe                                                                                           | Dreigeschossige Backsteinbauten auf Sandsteinerdgeschoss mit Walmdach, Sandsteinerkern, geschweiften Zwerchgiebeln und Eckerker mit polygonalem Turmaufsatz, Dachgauben mit Zeltdächern, im Stil der Neurenaissance errichtet von Johann Carl, 1901–03 | D-5-65-000-200 Wikidata | Miethausgruppe                                                                                           |
| Südliche Ringstraße 5 (Standort)                                                 | Rückgebäude                                                                                              | Zweigeschossiger Backsteinbau mit Pultdach, um 1903 | D-5-65-000-200 Wikidata | weitere Bilder                                                                                           |
| Südliche Ringstraße 7 (Standort)                                                 | Ehemalige Reichsbank                                                                                     | Dreigeschossiger, giebelständiger und verputzter Steilsatteldachbau mit tiefer Pfeilervorhalle und holzverkleideten Giebeln, von Heinrich Wolff, 1939/40 | D-5-65-000-201 Wikidata | Ehemalige Reichsbank                                                                                     |
| Südliche Ringstraße 8 (Standort)                                                 | Villenartiges Wohnhaus                                                                                   | Zweigeschossiger Backsteinbau mit Walmdach, rustiziertem Sandsteinerdgeschoss, flachem Mittelrisalit und Eckerker, Neurenaissance, von Johann Carl, 1895 Einfriedung, Pfeilgitterzaun mit Sandstein-Torpfeiler, gleichzeitig | D-5-65-000-289 Wikidata | Villenartiges Wohnhaus                                                                                   |
| Südliche Ringstraße 9 (Standort)                                                 | Adam-Kraft-Gymnasium                                                                                     | Langgestreckter, zweigeschossiger Backsteinbau auf hohem Sockelgeschoss mit Mansardwalmdach, Sandsteingliederung und Mittelrisalit, an östlicher Schmalseite mit geschweiftem Zwerchgiebel und zwei Eckerkertürmen, in neubarocken Formen, von Stadtbaurat Büttner, 1901–04 | D-5-65-000-202 Wikidata | BW |
| Südliche Ringstraße 10 (Standort)                                                | Wohnhaus                                                                                                 | Villenartiger, zweigeschossiger Traufseitbau mit Satteldach und erhöhtem Mittelrisalit, in zweifarbiger Ziegelbauweise mit Sandsteingliederung, im Stil der Neurenaissance, von Richard Saalfelder, 1898 Einfriedung, Pfeilergitterzaun mit zweifarbigen Backsteinpfeilern und Toreinfahrt, gleichzeitig | D-5-65-000-305 Wikidata | Wohnhaus                                                                                                 |
| Südliche Ringstraße 22 (Standort)                                                | Villa in Ecklage                                                                                         | Zweigeschossiger, verputzter Walmdachbau mit Rustikafassade, Erker und Zwerchhaus, Neurenaissance, Ende 19. Jahrhundert, Pavillon, an die Stadtmauer angebaut, Holz- und Massivbau mit gebrochenem Zeltdach, um 1780, rückseitig Reste der Stadtmauer | D-5-65-000-203 Wikidata | Villa in Ecklage                                                                                         |
| Südliche Ringstraße 34 (Standort)                                                | Villa | Zweigeschossiger, zweifarbiger Backsteinbau mit flachem Walmdach und Sandsteingliederung, Mittelrisalit mit Balustrade und auf Säulen gestelltem Balkon, Neurenaissance, von Johann Carl, 1896 Toreinfahrt, zweifarbige Backsteinpfeiler mit Eisengittertor, gleichzeitig Zugehörig Reste der Stadtmauer | D-5-65-000-206 Wikidata | Villa |
| Südliche Ringstraße 46 (Standort)                                                | Villa | Zweigeschossiger Backsteinbau mit flachem Walmdach, Sandsteingliederung, flachem Mittelrisalit mit Schweifgiebel und Eckerkerturm, Neurenaissance, wohl von Johann Carl, bez. 1899 | D-5-65-000-208          | BW |
| Synagogengasse 4 (Standort)                                                      | Satteldachhaus                                                                                           | Zweigeschossiger, verputzter Steilsatteldachbau, im Kern Fachwerk, nachmittelalterlich, Ladenanbau 1951. | D-5-65-000-303          | weitere Bilder                                                                                           |
| Synagogengasse 5 (Standort)                                                      | Ehemals Lagergebäude einer Brauerei                                                                      | 1727–1918 Rabbinerhaus, Schule und Spital der jüdischen Gemeinde, zweigeschossiger, giebelständiger Satteldachbau mit Fachwerkobergeschoss und -giebel und zwei Eingangstüren, 1707 | D-5-65-000-175          | weitere Bilder                                                                                           |
| Synagogengasse 6 (Standort)                                                      | Ehemalige Synagoge                                                                                       | Zweigeschossiger, verputzter Walmdachbau, 1799 | D-5-65-000-176          | weitere Bilder                                                                                           |
| Synagogengasse 8 (Standort)                                                      | Bürgerhaus und ehemaliges Schächterhaus                                                                  | Dreigeschossiger, giebelständiger und verputzter Satteldachbau mit Aufzugsdächlein und rückseitiger Laube, massiv und Fachwerk, 16.–19. Jahrhundert | D-5-65-000-287          | weitere Bilder                                                                                           |
| Synagogengasse 10 (Standort)                                                     | Bürgerhaus                                                                                               | Dreigeschossiger, giebelständiger und verputzter Fachwerkbau mit Satteldach und Aufzugsdächlein, 1726, darin jüdische Laubhütte der Barockzeit | D-5-65-000-177          | weitere Bilder                                                                                           |
| Synagogengasse 14 (Standort)                                                     | Bürgerhaus                                                                                               | Zweigeschossiger, traufseitiger Steilsatteldachbau mit verputztem Fachwerkobergeschoss und Zwerchhaus, 1690 | D-5-65-000-178          | weitere Bilder                                                                                           |
| Wallenrodstraße 1 (Standort)                                                     | Evangelisch-methodistische Friedenskirche                                                                | Zweigeschossiger, verputzter Eckbau mit hohem Erdgeschoss, Mansardwalmdach mit ausgebautem Obergeschoss und vorgestelltem Eckrisalit in Turmform, von Georg Philipp Höfler, 1914 | D-5-65-000-209          | BW |
| Wallenrodstraße 3 (Standort)                                                     | Villenartiges Wohnhaus                                                                                   | Zweigeschossiger, traufseitiger Satteldachbau mit farbiger Backsteingliederung, Mittelrisalit mit Zwerchhaus, Zierfachwerk, Sprengwerk und kleinem Schopf an den Giebeln und Loggien über der seitlichen Eingangsarkade, historisierend mit Heimatstilanklängen, wohl von Georg Philipp Höfler, um 1915 | D-5-65-000-210          | BW |
| Wallenrodstraße 6 (Standort)                                                     | Villenartiges Wohnhaus                                                                                   | Traufseitiger Backsteinbau mit Satteldach, Sandsteingliederung und Zwerchgiebel, Fachwerkerker mit bleiverglastem Jugendstilfenster, historisierend, um 1910/15 | D-5-65-000-211          | BW |
| Walpersdorfer Straße (Standort)                                                  | Vogelschutzpark                                                                                          | Parkanlage mit künstlichen Weihern samt Finkenbrücke, Alpinum mit Carlstor und Heroldpavillon auf Hügel, von Carl Wenglein, Protektor des Weltbundes der Natur- und Vogelfreunde, 1928 | D-5-65-000-292          | Vogelschutzpark                                                                                          |
| Walpersdorfer Straße 23 (Standort)                                               | Lagerhalle der Firma Stefan Meister                                                                      | Dreigeschossiger, traufseitiger Eisenbetonbau mit Sichtziegelmauerwerk, Satteldach, geschweiftem Treppengiebel und Lisenen- und Gesimsgliederung, von Johann Reif, bez. 1906 | D-5-65-000-323          | BW |
| Weingäßchen 29 (Standort)                                                        | Sogenanntes Rittergut, Wohnhaus                                                                          | Zweigeschossiger, verputzter Massivbau mit Walmdach und Zwerchhaus, 17./18. Jahrhundert | D-5-65-000-212          | BW |
| Weingäßchen 29 (Standort)                                                        | Sogenanntes Rittergut, Nebengebäude                                                                      | Erdgeschossiger, teils verputzter Sandsteinquaderbau mit Satteldach, wohl 19. Jahrhundert | D-5-65-000-212          | BW |
| Weingäßchen 59 (Standort)                                                        | Einfamilienhaus                                                                                          | eingeschossiger, verputzter Ziegelsteinbau mit flachem Pyramidendach, von F. L. Schönberger, 1932 | D-5-65-000-557          | BW |
| Werkvolkstraße 16 (Standort)                                                     | Katholische Pfarrkirche St. Peter und Paul                                                               | Fünfeckiger, hochaufragender Zentralbau mit flachem Zeltdach, Kalkbruchsteinmauerwerk mit Betonstützen und -streben und vertikalen Lichtbändern, über Atriumhof mit Pfarramt, Gemeindesaal und Laubengang am Eingang verbunden, Umfassungsmauer an der Südseite zu niedrigem Glockenstuhl am Ostende hochgezogen, von Peter Leonhardt, 1965/67 | D-5-65-000-316          | BW |
| Wittelsbacherstraße 1 (Standort)                                                 | Ehemals herrschaftliches Doppelwohnhaus, später markgräfliches Zucht- und Arbeitshaus, ab 1843 Schulhaus | Weitläufige Anlage mit zwei Innenhöfen, dreigeschossige Sandsteinquaderbauten mit Walmdächern, turmartigem Mittelteil mit Zeltdach und Dachreiter und polygonalem Eckerker mit Zwiebelhaube an der Nordostecke, nördlicher Bauabschnitt von Johann Wilhelm von Zocha, 1728, Mittelteil nach Plänen Johann David Steingrubers ausgeführt von Christian Carl Bruckner, 1756–59, Anbau des Lehrerseminars und Adaption der Gesamtanlage 1843, Nordostflügel 1907, siehe auch Seminarstraße 2                                                                           | D-5-65-000-214 Wikidata | Ehemals herrschaftliches Doppelwohnhaus, später markgräfliches Zucht- und Arbeitshaus, ab 1843 Schulhaus |
| Wittelsbacherstraße 2 (Standort)                                                 | Ehemals Amtsgebäude                                                                                      | Dreigeschossiger Sandsteinquaderbau mit Walmdach und Zwerchhaus, 1737/38 | D-5-65-000-215 Wikidata | Ehemals Amtsgebäude                                                                                      |
| Wittelsbacherstraße 3 (Standort)                                                 | Wohnhaus in Ecklage                                                                                      | Zweigeschossiger Sandsteinquaderbau mit Walmdach und rustizierten Ecklisenen, von Johann David Steingruber, 1738–39 | D-5-65-000-216 Wikidata | Wohnhaus in Ecklage                                                                                      |
| Wittelsbacherstraße 4 (Standort)                                                 | Ehemals Gemeindehaus Sankt Martin                                                                        | Zweigeschossiger, traufseitiger Sandsteinquaderbau mit Satteldach und Mezzaningeschoss, südlich abgewalmt, bez. 1738, Saalanbau, verputzter Backsteinbau mit Satteldach, von Johann Carl, 1887 | D-5-65-000-217 Wikidata | Ehemals Gemeindehaus Sankt Martin                                                                        |
| Wittelsbacherstraße 5 (Standort)                                                 | Wohnhaus                                                                                                 | Zweigeschossiger, traufseitiger Sandsteinquaderbau mit Satteldach und Zwerchhaus, 1737 | D-5-65-000-218 Wikidata | Wohnhaus                                                                                                 |
| Wittelsbacherstraße 6 (Standort)                                                 | Wohnhaus                                                                                                 | Zweigeschossiger, traufseitiger Sandsteinquaderbau mit Satteldach, breitem Zwerchhaus und rustizierten Ecklisenen, 1737, bauliche Gruppe mit Wittelsbacherstraße 8 | D-5-65-000-219 Wikidata | Wohnhaus                                                                                                 |
| Wittelsbacherstraße 8 (Standort)                                                 | Wohnhaus                                                                                                 | Zweigeschossiger, traufseitiger Sandsteinquaderbau mit Satteldach, Zwerchhaus und rustizierten Ecklisenen, 1737, bauliche Gruppe mit Wittelsbacherstraße 6 | D-5-65-000-220 Wikidata | Wohnhaus                                                                                                 |
| Wöhrwiese 1 (Standort)                                                           | Ehemaliger markgräflicher Getreidekasten                                                                 | Langgestreckter, giebelständiger Sandsteinquaderbau mit Steilsatteldach, spätmittelalterlich, Erneuerung 2. Hälfte 19. Jahrhundert | D-5-65-000-221          | weitere Bilder                                                                                           |
| Wöhrwiese 3 (Standort)                                                           | Wohnhaus                                                                                                 | Zweigeschossiger, traufseitiger Fachwerkbau mit Satteldach und Zwerchhaus, 1754, mit überbauten Resten der mittelalterlichen Stadtmauer | D-5-65-000-222          | weitere Bilder                                                                                           |
| Wöhrwiese 4 (Standort)                                                           | Bürgerhaus                                                                                               | Zweigeschossiger Eckbau mit Steilsatteldach und Fachwerkobergeschoss und -giebel, 17./18. Jahrhundert | D-5-65-000-290          | Bürgerhaus                                                                                               |
| Wöhrwiese 5 (Standort)                                                           | Wohnhaus                                                                                                 | Zweigeschossiger, traufseitiger und verputzter Satteldachbau mit Fachwerkobergeschoss und Zwerchhaus, 1751, mit überbauten Resten der mittelalterlichen Stadtmauer | D-5-65-000-223          | weitere Bilder                                                                                           |
| Wöhrwiese 8 (Standort)                                                           | Wohnhaus                                                                                                 | zweigeschossiger, traufseitiger Fachwerkbau mit Satteldach und Satteldachzwerchhäusern, 1719, Zwerchhäuser 2. Hälfte 19. Jh. | D-5-65-000-482          | BW |
| Wöhrwiese 16 (Standort)                                                          | Handwerkerhaus                                                                                           | Zweigeschossiger, traufseitiger und verputzter Satteldachbau mit Fachwerkzwerchhaus und rückwärtiger Altane, um 1748 | D-5-65-000-291          | BW |
| Ziegelstraße 5 (Standort)                                                        | Villa | Zweigeschossiger Gruppenbau mit Fachwerkobergeschoss und -giebeln, Schopfwalmdach, Erkern und Turmanbau mit spitzem Zeltdach im Süden, in Formen der deutschen Renaissance, von Johann Carl, bez. 1897, mit Ausstattung Einfriedung, Ziegelsteinpfeiler mit Holzlattenzaun, gleichzeitig, ehemals zugehörig zur ehemals Dampfziegelei, Ziegelstraße 3 | D-5-65-000-228          | BW |
| Zöllnertorstraße 2 (Standort)                                                    | Ehemals Gasthaus in Ecklage                                                                              | Zweigeschossiger Sandsteinquaderbau mit Mansardwalmdach, flachem, dreigeschossigem Mittelrisalit, rustizierten Ecklisenen und stichbogiger Durchfahrt, 1733, ehemals Scheune im Hof, zweigeschossiger, giebelständiger Fachwerkbau mit Satteldach, wohl 18./frühes 19. Jahrhundert | D-5-65-000-229 Wikidata | weitere Bilder                                                                                           |
| Zöllnertorstraße 4 a, 4 b (Standort)                                             | Bürgerhaus                                                                                               | Zweigeschossiger, traufseitiger Satteldachbau mit verputztem Fachwerkobergeschoss und zwei Zwerchhäusern, 17. Jahrhundert | D-5-65-000-230 Wikidata | weitere Bilder                                                                                           |
| Zöllnertorstraße 6 (Standort)                                                    | Bürgerhaus                                                                                               | Zweigeschossiger, traufseitiger Eckbau mit Steilsatteldach, Fachwerkgiebel und westlichem Halbwalm, dendro.dat. 1488, verändert 17./18. Jahrhundert | D-5-65-000-231 Wikidata | weitere Bilder                                                                                           |
| Zöllnertorstraße 8 (Standort)                                                    | Bürgerhaus                                                                                               | Zweigeschossiger, verputzter Mansardwalmdachbau mit flachem Mittelrisalit und Zwerchhaus, 1. Hälfte 18. Jahrhundert | D-5-65-000-232 Wikidata | weitere Bilder                                                                                           |
| Zöllnertorstraße 9 (Standort)                                                    | Bauinschrift                                                                                             | große Rechtecktafel aus Sandstein, bez. 1545, Teile der ehemaligen Stadtbefestigung | D-5-65-000-233 Wikidata | Bauinschrift                                                                                             |
| Zöllnertorstraße 10 (Standort)                                                   | Gasthof                                                                                                  | Zweigeschossiger, giebelständiger Steilsatteldachbau in Ecklage, mit Aufzugsdächlein, Sandsteinerdgeschoss, Fachwerkobergeschoss und -giebel, Ende 17./Anfang 18. Jahrhundert | D-5-65-000-234 Wikidata | weitere Bilder                                                                                           |
| Zöllnertorstraße 12 (Standort)                                                   | Gasthaus                                                                                                 | Dreiflügeliger, zweigeschossiger und verputzter Walmdachbau in Ecklage, Mittelteil mit Hofeinfahrt und Balkon, im Kern 1730/40, verändert 1821 | D-5-65-000-236 Wikidata | Gasthaus                                                                                                 |
| Zöllnertorstraße 12 (Standort)                                                   | Nebengebäude                                                                                             | Erdgeschossiger Backsteinbau mit Satteldach, wohl Ende 19. Jahrhundert | D-5-65-000-236 Wikidata | Nebengebäude                                                                                             |

### Dietersdorf
| Lage                                    | Objekt                                        | Beschreibung | Akten-Nr.      | Bild           |
| --------------------------------------- | --------------------------------------------- | --- | -------------- | -------------- |
| Alte Dietersdorfer Straße 2 (Standort)  | Evangelisch-lutherisches Pfarrhaus            | Zweigeschossiger Sandsteinquaderbau mit flachem Walmdach, 1848 Nebengebäude, erdgeschossiger Sandsteinquaderbau mit Walmdach, gleichzeitig. | D-5-65-000-237 | BW             |
| Alte Dietersdorfer Straße 12 (Standort) | Bauernhaus                                    | Erdgeschossiger, traufseitiger und verputzter Steilsatteldachbau mit Fachwerkgiebel und breiter Schleppgaube, im Kern Fachwerk, wohl erste Hälfte 18. Jahrhundert. | D-5-65-000-238 | BW             |
| Kirchenberg 5 (Standort)                | Evangelisch-lutherische Pfarrkirche St. Georg | Verputzter Saalbau mit Halbwalmdach, Blendgalerien und Arkadenvorhalle an der Westseite und seitlichem Turm mit Spitzhelm, flachgedecktes Langhaus mit seitlicher Empore und eingezogenem Chor, Turm im Kern 15. Jahrhundert, Langhaus im Kern 17. Jahrhundert, neuromanischer Neubau mit Jugendstilelementen von Jakob Pfaller, 1912–14; mit Ausstattung | D-5-65-000-239 | weitere Bilder |

### Oberbaimbach
| Lage                      | Objekt                   | Beschreibung                                                                                      | Akten-Nr.      | Bild                     |
| ------------------------- | ------------------------ | ------------------------------------------------------------------------------------------------- | -------------- | ------------------------ |
| Oberbaimbach 3 (Standort) | Ehemaliges Wohnstallhaus | Erdgeschossiger, giebelständiger Sandsteinquaderbau mit Steilsatteldach, bez. 1866                | D-5-65-000-240 | Ehemaliges Wohnstallhaus |
| Oberbaimbach 3 (Standort) | Scheune                  | Giebelständiger Fachwerkbau auf hohem Sandsteinsockel mit Steilsatteldach, wohl 19. Jahrhundert   | D-5-65-000-240 | BW                       |
| Oberbaimbach 4 (Standort) | Wohnstallhaus            | Erdgeschossiger, giebelständiger Sandsteinquaderbau mit Steilsatteldach, um Mitte 19. Jahrhundert | D-5-65-000-241 | BW                       |
| Oberbaimbach 4 (Standort) | Scheune                  | Erdgeschossiger, giebelständiger Fachwerkbau mit Steilsatteldach, 18. Jahrhundert                 | D-5-65-000-241 | BW                       |

### Obermainbach
| Lage                      | Objekt                   | Beschreibung | Akten-Nr.      | Bild |
| ------------------------- | ------------------------ | --- | -------------- | ---- |
| Haager Weg 1 a (Standort) | Ehemaliges Hirtenhaus    | Erdgeschossiger, verputzter Sandsteinquaderbau mit Steilsatteldach und Fachwerkgiebel, 18./19. Jahrhundert nachqualifiziert | D-5-65-000-246 | BW   |
| Mainbachtal 2 (Standort)  | Bauernhaus               | Erdgeschossiger, traufseitiger und verputzter Sandsteinquaderbau mit Steilsatteldach und Fachwerkgiebel, wohl noch 18. Jahrhundert Backofen, Sandsteinquaderbau mit Satteldach, 19. Jahrhundert.                                             | D-5-65-000-243 | BW   |
| Mainbachtal 3 (Standort)  | Ehemaliges Wohnstallhaus | Erdgeschossiger, giebelständiger Sandsteinquaderbau mit Steilsatteldach, bez. 1888. | D-5-65-000-244 | BW   |
| Mainbachtal 5 (Standort)  | Dreiseithof              | Ehemaliges Wohnstallhaus, erdgeschossiger, giebelständiger Sandsteinquaderbau mit Steilsatteldach, drittes Viertel 19. Jahrhundert Stallgebäudel, erdgeschossiger, giebelständiger Sandsteinquaderbau mit Steilsatteldach, wohl gleichzeitig | D-5-65-000-245 | BW   |

### Penzendorf
| Lage                      | Objekt                                 | Beschreibung | Akten-Nr.      | Bild |
| ------------------------- | -------------------------------------- | --- | -------------- | ---- |
| Pfannestiel 2 (Standort)  | Bauernhof                              | Wohnstallhaus, zweigeschossiger, traufseitiger Sandsteinquaderbau mit Steilsatteldach, um Mitte 19. Jahrhundert Nebengebäude, zweigeschossiger, traufseitiger Satteldachbau mit Sandsteinerdgeschoss und verbrettertem Obergeschoss, 19. Jahrhundert | D-5-65-000-248 | BW   |
| Pfannestiel 20 (Standort) | Ehem. Leerhaus, später Wohnstallhaus   | eingeschossiger Sandsteinquaderbau mit Steilsatteldach, Fachwerkgiebeln und Zwerchhaus, bez. 1764, Umbau 2. Hälfte 19. Jh. | D-5-65-000-548 | BW   |
| Rennweg 4 (Standort)      | Ehemaliges Schulhaus mit Lehrerwohnung | Zweigeschossiger, traufseitiger Sandsteinquaderbau mit Satteldach, 1874 | D-5-65-000-301 | BW   |

### Schaftnach
| Lage                              | Objekt                                 | Beschreibung | Akten-Nr.      | Bild |
| --------------------------------- | -------------------------------------- | --- | -------------- | ---- |
| Herbstwiesenweg 1 (Standort)      | Waag- und ehemaliges Feuerwehrhäuschen | Erdgeschossiger, traufseitiger und verputzter Satteldachbau mit Fachwerkdachreiter, bez. 1921 Mit Kriegergedächtnisglocke für 1914/18, Uhr samt Uhrwerk und Viehwaage von 1921                                                                                   | D-5-65-000-249 | BW   |
| Herbstwiesenweg 2 (Standort)      | Scheune                                | Erdgeschossiger, verputzter Satteldachbau, rückseitig mit Halbwalm, 18. Jahrhundert | D-5-65-000-250 | BW   |
| Herbstwiesenweg 4 (Standort)      | Scheune                                | Traufseitiger Fachwerkbau auf Sandsteinsockel mit Steilsatteldach, 18./frühes 19. Jahrhundert | D-5-65-000-490 | BW   |
| Kanalstraße 1 (Standort)          | Wohnstallhaus                          | Erdgeschossiger, giebelständiger und verputzter Sandsteinquaderbau mit Steilsatteldach, Fachwerkgiebel und traufseitigem Stallanbau, 18./frühes 19. Jahrhundert; Scheune, erdgeschossiger Fachwerk- und Sandsteinquaderbau mit Steilsatteldach, 19. Jahrhundert. | D-5-65-000-251 | BW   |
| Schaftnacher Straße 24 (Standort) | Wohnstallhaus                          | Erdgeschossiger, giebelständiger und verputzter Steilsatteldachbau, im Kern Fachwerk, wohl 18. Jahrhundert | D-5-65-000-252 | BW   |
| Schaftnacher Straße 33 (Standort) | Bauernhaus                             | Erdgeschossiger, giebelständiger Sandsteinquaderbau mit Steilsatteldach, Anfang/Mitte 19. Jahrhundert Ehemalige Scheune, traufseitiger Fachwerkbau mit Satteldach, gleichzeitig                                                                                  | D-5-65-000-253 | BW   |
| Schaftnacher Straße 37 (Standort) | Backofen                               | Verputzter Satteldachbau, 19. Jahrhundert. nachqualifiziert Ortsteil: | D-5-65-000-254 | BW   |

### Schwarzach bei Schwabach
| Lage                         | Objekt      | Beschreibung                        | Akten-Nr.      | Bild |
| ---------------------------- | ----------- | ----------------------------------- | -------------- | ---- |
| An der Schwarzach (Standort) | Wasserräder | Zwei eiserne Wasserräder, wohl 1897 | D-5-65-000-255 | BW   |

### Unterreichenbach
| Lage                                  | Objekt                                          | Beschreibung | Akten-Nr.      | Bild           |
| ------------------------------------- | ----------------------------------------------- | --- | -------------- | -------------- |
| Oberreichenbacher Straße 6 (Standort) | Ehemaliges Schlossgärtnerwohnhaus               | Zweigeschossiger, verputzter Walmdachbau, rückseitig mit Fachwerkobergeschoss, im Kern 1699, bez. 1825, 1808 und 1830 umgebaut. | D-5-65-000-257 | BW             |
| Reichenbacher Straße 70 (Standort)    | Gedenkstein                                     | Für Caspar Hüttlinger, 1634 | D-5-65-000-256 | BW             |
| Stromerstraße 6, 6 a (Standort)       | Bauernhaus                                      | Erdgeschossiger, giebelständiger und verputzter Sandsteinquaderbau mit Steilsatteldach und Fachwerkgiebel, vor 1821; Backofen, verputzter Satteldachbau, 18./19. Jahrhundert, hierher versetzt. | D-5-65-000-258 | BW             |
| Stromerstraße 14 (Standort)           | Evangelisch-lutherisches Pfarrhaus              | Erdgeschossiger, verputzter Sandsteinquaderbau mit Walmdach, erste Hälfte 19. Jahrhundert. | D-5-65-000-259 | BW             |
| Stromerstraße 16 (Standort)           | Evangelisch-lutherische Pfarrkirche St. Jakobus | Sandsteinquaderbau mit Steilsatteldach und Chorturm mit Fachwerkobergeschoss und Spitzhelm, Langhaus mit Holztonne und zweiseitiger Empore, eingezogener Chor mit Kreuzrippengewölbe, Langhaus und Chor im Kern romanisch, Dachstuhl dendro. dat. 1462/63, Tonnengewölbe um 1700, Turm dendro. dat. 1455/56; mit Ausstattung; Friedhof Friedhofsummauerung, Sandsteinquader, älteste Teile 15./16. Jahrhundert. | D-5-65-000-260 | weitere Bilder |
| Stromerstraße 21 (Standort)           | Ehemaliger Bauernhof, Wohnhaus                  | Zweigeschossiger, verputzter Satteldachbau mit Fachwerkgiebeln und erdgeschossigem Stalltrakt, bez. 1769, Giebeln 1921 und 1925 | D-5-65-000-293 | BW             |
| Stromerstraße 21 (Standort)           | Ehemaliger Bauernhof, Scheune                   | Traufseitiger Fachwerkbau mit Steilsatteldach, bez. 1753 | D-5-65-000-293 | BW             |
| Stromerstraße 21 (Standort)           | Ehemaliger Bauernhof, Hof- oder Austragshaus    | Eingeschossiger, verputzter Steilsatteldachbau mit tonnengewölbtem Keller, 1903 | D-5-65-000-293 | BW             |
| Stromerstraße 21 (Standort)           | Ehemaliger Bauernhof, Backhaus                  | Verputzter Satteldachbau, nach 1821 | D-5-65-000-293 | BW             |
| Stromerstraße 27, 29 (Standort)       | Ehemals Mühle                                   | Zweigeschossiger, traufseitiger und verputzter Steilsatteldachbau, teilweise Fachwerk, 18./frühes 19. Jahrhundert | D-5-65-000-492 | BW             |

### Wolkersdorf
| Lage                                        | Objekt                                                                   | Beschreibung | Akten-Nr.      | Bild                                   |
| ------------------------------------------- | ------------------------------------------------------------------------ | --- | -------------- | -------------------------------------- |
| Am Wasserschloß (Standort)                  | Gemeinschaftsbackofen                                                    | Kleiner, verputzter Satteldachbau, 18. /frühes 19. Jahrhundert | D-5-65-000-294 | Gemeinschaftsbackofen                  |
| Am Wasserschloß 34 (Standort)               | Ehemaliges Verwalterhaus des Schlosses                                   | Zweigeschossiger Sandsteinquaderbau mit Walmdach und mittigem Zwerchhaus, 18./19. Jahrhundert Scheune, erdgeschossiger, giebelständiger Fachwerkbau auf Sandsteinsockel mit Steilsatteldach, zweite Hälfte 17. Jahrhundert | D-5-65-000-261 | Ehemaliges Verwalterhaus des Schlosses |
| Am Wasserschloß 35 (Standort)               | Ehemaliges Bauernhaus                                                    | Erdgeschossiger, giebelständiger Fachwerkbau mit Steilsatteldach und Aufzugsdächlein, im rückwärtigen Bereich Sandsteinmauerwerk, bez. 1734 | D-5-65-000-262 | weitere Bilder                         |
| Am Wasserschloß 36 (Standort)               | Ehemaliges Wasserschloss                                                 | Dreigeschossiger, verputzter Satteldachbau mit Aufzugserker, 15. Jahrhundert, über älterem Kern Ehemaliger Wehrturm, dreigeschossiger, verputzter Massivbau mit Pyramidendach, wohl gleichzeitig | D-5-65-000-263 | weitere Bilder                         |
| Bahnlinie Treuchtlingen-Nürnberg (Standort) | Eisenbahnbrücke, Rednitzviadukt der ehemaligen Ludwig-Süd-Nord-Eisenbahn | Fünfbogiger Sandsteinquaderbau mit bossierten Quadern, um 1848. Zwischen den Bahnhöfen bzw. Haltepunkten Reichelsdorfer-Keller und Katzwang bei Eisenbahnkilometer 51 gelegen, fünfbogiger Sandsteinquaderbau mit bossierten Quadern, erbaut 1845 (ausgeschrieben am 23. November 1844 für insgesamt 184.145 fl). Die beiden südlichsten Bogen gesprengt von deutschen Truppen im April 1945, wiederaufgebaut durch die amerikanischen Truppen in Betonausführung mit äußerlich angepasster Strukturierung. Auf der Ostseite Gedenktafel am ersten Pfeiler angebracht: Zerstört/im grossen Krieg 1939÷45/Wiederhergestellt 1946/unter Aufsicht/von/Capt.THOMAS J.BENESCH/SUPERINTENDENT/OMG.US-Zone Trans.Div./Rail Branch | D-5-65-000-267 | weitere Bilder                         |
| Baimbacher Straße 2 (Standort)              | Ehemaliges Wohn- und Ökonomiegebäude                                     | Zweigeschossiger, verputzter Walmdachbau mit Eckerker und Zwerchhäusern, Heimatstil, nach Planung von Haerlein (Landwirtschaftliche Bauberatungsstelle München), 1917, bauliche Gruppe mit Baimbacher Straße 4 | D-5-65-000-309 | BW                                     |
| Baimbacher Straße 4 (Standort)              | Ehemaliges Jagd- und Landhaus                                            | Zweigeschossiger, verputzter Walmdachbau mit Zwerchhaus und Eisenbalkon, neuklassizistisch-biedermeierlich, von Johann Lehmeyer, bez. 1906 , bauliche Gruppe mit Baimbacher Straße 2 Ehemalige Stallung, erdgeschossiger, verputzter Walmdachbau, gleichzeitig Teepavillon, polygonaler, verputzter Zeltdachbau, um 1910 | D-5-65-000-308 | weitere Bilder                         |
| Dietersdorfer Straße 16 (Standort)          | Scheune                                                                  | Giebelständiger Fachwerkbau mit Steilsatteldach, 18. Jahrhundert. | D-5-65-000-264 | BW                                     |
| Dietersdorfer Straße 41 (Standort)          | Ehemalige Kunstmühle Beck                                                | Zweigeschossiger, traufseitiger Steilsatteldachbau mit verputztem Fachwerkgiebel, Dachgerüst 18. Jahrhundert, Wohnteil 1952 überformt | D-5-65-000-314 | BW                                     |
| Efeuweg 30 (Standort)                       | Sommerhaus                                                               | Zweigeschossiger, verputzter Walmdachbau mit Zwerchhäusern, barockisierend, von Architekt Lehmeyer, 1927 | D-5-65-000-295 | Sommerhaus                             |
| Finkenschlag 6 (Standort)                   | Wohnhaus mit Atelier des Künstlers Wilhelm Schiller                      | Aus Flachdachkuben über ungefähr quadratischen Grundrissen komponiertes Künstlerhaus, verputzter Bau auf abgesetztem Sockel, über Garageneinfahrt und Lichthof im Norden erschlossen, zentrale Diele mit Kaminplatz, umgeben von Küchen- und Schlaftrakt im Osten, geschlossenem Atriumhof im Süden, Wohnraum nach Westen und hochgezogenem Atelierkubus mit Werkstatt nach Norden, durch wandhohe Glasflächen sowie Oberlichtbänder belichtet, nach Planung von Heribert Schiller von 1962 für Wilhelm Schiller errichtet Im Garten, Negativform einer Plastik von Wilhelm Schiller und minimalistisch gestalteter Sitzplatz                                                                                              | D-5-65-000-310 | weitere Bilder                         |
| Wolkersdorfer Hauptstraße 32 (Standort)     | Fachwerkvilla                                                            | Erdgeschossiger Fachwerkbau mit Satteldach, Ziegelsteinausfachung, Querbauten und Eckturm mit Spitzhaube, Ende 19. Jahrhundert. | D-5-65-000-265 | Fachwerkvilla                          |
| Wolkersdorfer Hauptstraße 40 (Standort)     | Ehemaliges Gasthaus                                                      | Zweigeschossiger Sandsteinquaderbau mit Walmdach, wohl erste Hälfte 19. Jahrhundert; Nebengebäude, erdgeschossiger Sandsteinquaderbau mit Steilsatteldach, wohl gleichzeitig. | D-5-65-000-266 | Ehemaliges Gasthaus                    |

## Ehemalige Baudenkmäler
In diesem Abschnitt sind Objekte aufgeführt, die früher einmal in der Denkmalliste eingetragen waren, jetzt aber nicht mehr. Objekte, die in anderem Zusammenhang also z. B. als Teil eines Baudenkmals weiter eingetragen sind, sollen hier nicht aufgeführt werden. Aktennummern in diesem Abschnitt sind ehemalige, jetzt nicht mehr gültige Aktennummern.

| Lage                                           | Objekt                      | Beschreibung | Akten-Nr.      | Bild           |
| ---------------------------------------------- | --------------------------- | --- | -------------- | -------------- |
| Schwabach Auf der Aich 6 (Standort)            | Bürgerhaus                  | Zweigeschossiger, traufseitiger Satteldachbau mit verputztem Fachwerkobergeschoss und Zwerchhaus, Ende 18. Jahrhundert, im Kern älter | D-5-65-000-3   | weitere Bilder |
| Schwabach Hördlertorstraße 1 (Standort)        | Rückgebäude am Nadlersbach  | Zweigeschossiger Giebelbau, Sandstein und Fachwerk, im Kern 17./18. Jahrhundert, Ausbau Mitte 19. Jahrhundert | D-5-65-000-274 | BW             |
| Schwabach Kappadozia 7 (Standort)              | Apotheke                    | barocker Walmdachbau mit Zwerchhaus und Mittelrisalit, 1744. | D-5-65-000-71  | weitere Bilder |
| Schwabach Königstraße 3 (Standort)             | Zugehöriges Sandsteinportal | Mitte 18. Jahrhundert; freistehend im Garten des Stadtkrankenhauses. | D-5-65-000-164 | BW             |
| Schwabach Ludwig-Süd-Nord-Eisenbahn (Standort) | Ludwig-Süd-Nord-Eisenbahn   | Teilstrecke in Mittelfranken zwischen Wassertrüdingen und Nürnberg, Beschluss zum Bau 1841, Eröffnung 1849, die im Streckenabschnitt Schwabach festgestellten Kunstbauten der Zeit vor 1850 siehe: Bahnhofstraße 45, Eilgutstraße, Im Vogelherd, Penzendorfer Straße und Wolkersdorf; vgl. außerdem Denkmallisten Landkreis Ansbach, Weißenburg-Gunzenhausen und Roth. | D-5-65-000-1   | BW             |

## Abgegangene Baudenkmäler
In diesem Abschnitt sind Objekte aufgeführt, die früher einmal in der Denkmalliste eingetragen waren, jetzt aber nicht mehr existieren, z. B. weil sie abgebrochen wurden. Aktennummern in diesem Abschnitt sind ehemalige, jetzt nicht mehr gültige Aktennummern.

| Lage                                 | Objekt                | Beschreibung | Akten-Nr.      | Bild |
| ------------------------------------ | --------------------- | --- | -------------- | ---- |
| Schwabach Drillerstraße 2 (Standort) | Einfamilienhaus       | zweigeschossiger, verputzter Massivbau mit Walmdach, Gaube mit flachem Walmdach und Loggia im Obergeschoss, von Alwin Carl, 1933 abgebrochen 2022 | D-5-65-000-556 | BW   |
| Schwabach Rathausgasse 2 (Standort)  | Wohnhaus              | eingeschossig, Mansarddach mit Zwerchgiebel, 1760                                                                                                 | D-5-65-000-162 | BW   |
| Schwabach Spitalberg 1 ()            | Wohnhaus              | Schmales dreigeschossiges Wohnhaus mit Zwerchgiebel, 1710                                                                                         | D-5-65-000-188 |      |
| Penzendorf Bergstraße 1 (Standort)   | Ehemaliges Bauernhaus | Erdgeschossiger, verputzter Fachwerkbau mit Steilsatteldach, 18. Jahrhundert                                                                      | D-5-65-000-247 | BW   |